# الدولة الحفصية
الدَّوْلَةُ الحَفْصِيَّةُ أو السَلطَنَةُ الحَفْصِيَّة هي الدولة الإسلامية الرابعة بالبلاد التونسية بعد الدولة الأغلبية، الفاطمية والزيرية وقد دامت 347 سنة هجرية. حكتمها سلالة الحفصيون، ومؤسسها هو أبو زكرياء يحيى الحفصي بن أبي محمد عبد الواحد بن أبي فحص اللحياني الهنتاتي نسبة إلى هنتاتة إحدى فروع قبيلة مصمودة الامازيغية التي كانت تقيم قرب مرّاكش بالمغرب الأقصى.
وقد تمكن من تأسيسها عندما كان واليًا من قبل الدولة الموحيدية بالمغرب الأقصى التي كانت البلاد التونسية تابعة لها منذ أن أصبحت في حوزتها سنة 555 هـ (1160 م)، إذ اغتنم فرصة تراجع أمر خلفاء تلك الدولة وضعفهم، واختلال سلطتهم، فأعلن الاستقلال، وتأسيس الدولة الحفصية فلم يلقَ أية معارضة من أحد، وانقادت إليه البلاد طائعة - وذلك سنة 634 هـ (1237 م).
جده أبو حفص كان من الذين ساعدوا عبد المؤمن بن علي الكومي، وأحرز بفضل تلك المساعدة على منزلة رفيعة في تلك الدولة.
ووالده «أبو محمد عبد الواحد» كان وزيرا للخليفة الموحدي الناصر محمد يعقوب الذي عينه واليًا بتونس. وإثر وفاته باشر الولاية على التوالي:
أبو زيد عبد الرحمن. ثم أبو العلاء إدريس بن يوسف. ثم عبد الرحمن بن إدريس، ثم أبو محمد عبد الله عبود، ثم أبو زكريا يحي الحفصي الذي عُيَّن سنة 625 هـ (1228 م). والذي يعتبر واليًا في المدة التي تمتد بين تاريخ تعيينه وبين تاريخ إعلانه الاستقلال وأميرًا بعد ذاك، أي منذ تأسيسه الدولة الحفصية.

## تاريخ

### افريقية الموحدية
كان الحفصيون من أصل بربري، على الرغم من أنهم ادعوا أنهم ينحدرون من أصول عربية تعود إلى الخليفة الراشد الثاني عمر-رضي الله عنه- لإضفاء الشرعية على حكمهم. كان جد السلالة (الذي اشتق اسمها منه) هو أبو حفص عمر بن يحيى الهنتاتي، وهو بربري من اتحاد قبائل هنتاتة، الذي ينتمي إلى اتحاد مصمودة الأكبر في المغرب .وكان عضوًا في مجلس العشرة، أحد أعلى الهيئات السياسية الموحدية، ورفيقًا مقربًا لابن تومرت، مؤسس حركة الموحدين.
عُيِّن ابن أبي حفص، أبو محمد عبد الواحد بن أبي حفص، من قِبَل الخليفة الموحدي محمد الناصر حاكمًا لإفريقية (تونس الحالية عمومًا، وشرق الجزائر، وغرب ليبيا) حيث حكم من عام 1207 إلى عام 1221. وقد أسس حكمه في تونس، التي اختارها الموحدون كعاصمة إدارية للولاية.  وجاء تعيينه في أعقاب هزيمة يحيى بن غانية، الذي شن هجومًا خطيرًا ضد سلطة الموحدين في المنطقة. وكان أبو محمد عبد الواحد فعالًا للغاية في النهاية في الحفاظ على النظام. وقد منحه الخليفة درجة كبيرة من الاستقلال في الحكم، جزئيًا لمساعدته على إقناعه بقبول هذا المنصب الصعب في المقام الأول. وقد أرسى هذا الأساس لدولة حفصية مستقبلية.
عندما توفي أبو محمد عبد الواحد عام 1221، انتخب زعماء الموحدين في إفريقيا في البداية ابنه، أبو زيد عبد الرحمن، حاكمًا جديدًا. ومع ذلك، لم يوافق الخليفة الموحدي في مراكش، يوسف الثاني المستنصر، على هذا الأمر وتمكن من إبطاله وتعيين قريب له في المنصب. ومع ضعف سلطة الموحدين على مدار السنوات التالية، أجبرت المعارضة المحلية للحاكم الموحدي الخليفة الموحدي عبد الله العادل على تعيين عضو آخر من عائلة حفصية في المنصب عام 1226. واختار أبو محمد عبد الله، حفيد أبي حفص. وصل شقيق أبو محمد عبد الله، أبو زكريا يحيى، إلى تونس قبله وبدأ في إعادة النظام. وعندما ثار المأمون شقيق عبد الله العادل على سلطة الأخير من الأندلس، انحاز أبو زكريا إليه، في حين ظل أبو محمد عبد الله مخلصًا للخليفة في مراكش. وأدى انتصار المأمون في النهاية إلى تعيين أبو زكريا مسؤولاً عن إفريقية في عام 1228.

### الصعود إلى السلطة
وبعد عام واحد، في عام 1229، أعلن المأمون رسميًا نبذ عقيدة الموحدين. واستخدم أبو زكريا هذا كذريعة للتنصل من سلطته وإعلان استقلاله. وبحلول هذه النقطة، لم يكن لدى المأمون الوسائل لوقفه أو إعادة تأكيد سيطرته على إفريقية. في البداية، ذكر أبو زكريا اسمه في خطبة صلاة الجمعة بلقب أمير، ولكن في عام 1236 أو 1237 بدأ في تبني لقب الخليفة أمير المؤمنين، في تحد مباشر للخليفة الموحدي في مراكش.
ضم أبو زكريا قسنطينة وبجاية في عام 1230. وفي عام 1234، طارد يحيى بن غانية من الريف جنوب قسنطينة في عام 1234، منهيًا هذا التهديد المتبقي. وفي عام 1235 استولى على الجزائر ثم رسّخ سلطته حتى نهر الشلف إلى الغرب. وفي السنوات التالية، أخضع العديد من القبائل الريفية، مثل الهوارة، لكنه سمح لبعض قبائل بني توجين في المغرب الأوسط بحكم أنفسهم كدول تابعة صغيرة تؤمن حدوده الغربية. ورحب بالعديد من اللاجئين والمهاجرين من الأندلس الذين فروا من تقدم حرب الاسترداد. وعين بعضهم في مناصب سياسية مهمة وجند أفواجًا عسكرية أندلسية كوسيلة لمواجهة قوة ونفوذ النخب الموحدية التقليدية.
لفترة من الوقت، حاول الحاكم النصري لغرناطة في الأندلس، ابن الأحمر، فرض سيادة أبي زكريا لفترة وجيزة في محاولة لتجنيد مساعدته ضد القوات المسيحية. في النهاية، اقتصر تدخل الحفصيين في شبه الجزيرة الأيبيرية على إرسال أسطول لمساعدة فالنسيا المسلمة في عام 1238. أظهر أبو زكريا اهتمامًا أكبر بمحاولة إعادة بعض السلطة السابقة للموحدين على المغرب وقام بمحاولات لتوسيع سيطرته إلى الغرب. في عام 1242، استولى على تلمسان من الزيانيين، لكن زعيم الزيانيين يغمراسن أفلت منه. توصل الزعيمان في النهاية إلى اتفاق، مع استمرار يغمراسان في حكم تلمسان ولكنه وافق على الاعتراف رسميًا بسلطة أبي زكريا. في نفس العام، اعترفت سجلماسة وسبتة أيضًا بسلطته، على الرغم من أن هذه المدن ستقع لاحقًا تحت سيطرة المرينيين. وانتهت هذه السياسة التوسعية غرباً بوفاة أبي زكريا (1249م).

### التوحيد والتقسيم
ركز خليفته محمد الأول المستنصر (حكم من 1249 إلى 1277) على توطيد الدولة الحفصية في إفريقيا. استفادت الدولة من توسيع التجارة مع كل من أوروبا ومنطقة السودان (جنوب الصحراء الكبرى). في غرب المغرب (المغرب الحالي)، اعترف المرينيون، الذين لم يثبتوا حكمهم بالكامل في المنطقة بعد، رسميًا بسلطانه في عام 1258. مع سقوط بغداد، موطن الخلفاء العباسيين، في نفس العام، اعتُبر الحفصيون لفترة وجيزة أهم حكام العالم الإسلامي. اعترف به شريف مكة أبو نمي مؤقتًا كخليفة في عام 1259.
خلال فترة حكمه اندلعت الحملة الصليبية الثامنة الفاشلة بقيادة لويس التاسع ملك فرنسا. وبعد نزوله في قرطاج، توفي لويس بسبب الزحار في وسط جيشه الذي أهلكه المرض عام 1270.
بعد وفاة المستنصر عام 1277، تمزقت صفوف الحفصيين بسبب الصراع الداخلي، والذي تفاقم بسبب تدخل أراغون. وقد أدى هذا إلى انقسام في الأسرة الحاكمة: فرع واحد يحكم من تونس في الشرق وفرع آخر يحكم من بجاية وقسنطينة في الغرب. استمر هذا الانقسام في توصيف السياسة الحفصية لمعظم تاريخها، مع تحول ميزان القوى أحيانًا من جانب إلى آخر مع نجاحات متقطعة في توحيد كلا الفرعين تحت حكم واحد. بعد الانقسام الأولي، حدث أول توحيد ناجح في عهد أبو يحيى أبو بكر الثاني (حكم من 1318 إلى 1346)، حاكم الفرع الغربي الذي تمكن من السيطرة على تونس.

### الغزوات المرينية والأزمة الداخلية
ظل حكم أبو يحيى أبو بكر غير مستقر، فلجأ إلى عقد تحالفات مع الزيانيين والمرينيين إلى الغرب. وشمل اتفاقه مع الحاكم المريني، أبو الحسن (حكم من 1331 إلى 1348)، الزواج من أخته، التي توفيت لاحقًا أثناء حملة مرينية فاشلة في إسبانيا، تلا ذلك زواج آخر من ابنته. عندما توفي أبو يحيى أبو بكر عام 1346، قُتل وريثه المقصود، أبو العباس، في تونس على يد شقيقه عمر، الذي استولى على السلطة. أرسل حاجب أبي العباس، أبو محمد عبد الله بن تفراجين، رسالة إلى أبي الحسن يحثه فيها على التدخل وغزو إفريقيا. اغتنم أبو الحسن، بعد أن غزا تلمسان بالفعل عام 1337، الفرصة لمزيد من التوسع. غزا تونس عام 1347 وقبل حكام الحفصيين في المنطقة سلطته.
ومع ذلك، فقد أزعج الغزو توازن القوى لصالح القبائل العربية البدوية، التي لم يتمكن المرينيون من التأثير عليها. فر ابن تفراجين، الذي كان يأمل في أن يضعه المرينيون في السلطة، إلى مصر. وتدهور الوضع في إفريقية إلى مزيد من الفوضى والتنافسات الداخلية، واضطر أبو الحسن إلى العودة غربًا في عام 1349، جزئيًا للتعامل مع انقلاب ابنه أبو عنان. عاد ابن تفراجين إلى إفريقية، وبدعم من البدو، نصب ابنًا صغيرًا آخر لأبي يحيى أبو بكر، أبو إسحاق، حاكمًا. بعد أن نجح أبو عنان في انتزاع العرش من والده، غزا إفريقية مرة أخرى واستولى على تونس في أغسطس 1357، لكنه سرعان ما أجبرته قواته على التخلي عن المنطقة. عاد غربًا، محتفظًا بالسيطرة فقط على قسنطينة ومدن المغرب الأوسط لبعض الوقت.
خلال منتصف القرن الرابع عشر، تسببت أوبئة الطاعون التي جلبتها صقلية إلى إفريقيا في انخفاض كبير في عدد السكان، مما أدى إلى إضعاف مملكة الحفصيين. ولوقف الغارات من القبائل الجنوبية أثناء أوبئة الطاعون، لجأ الحفصيون إلى بنو هلال لحماية سكانهم الريفيين.

### الأوج
وبعد انتهاء التهديد المريني، فشلت محاولات إعادة توحيد الحفصيين حتى غزا أبو العباس أحمد الثاني (حكم من 1370 إلى 1394)، أمير بجاية وقسنطينة، تونس في عام 1370. وباعتباره حاكمًا وقائدًا عسكريًا قادرًا، أعاد تأسيس سلطة الحفصيين بشروط أقوى، فركز السلطة إلى حد أكبر من أي وقت مضى. وفي الوقت نفسه، كان الزيانيون والمرينيون مشغولين بالشؤون الداخلية.
اعتبر الكتاب المعاصرون أن عهد أبو فارس عبد العزيز الثاني (حكم من 1394 إلى 1434) كان ذروة القوة والازدهار الحفصي. كما عزز من قوة سلالته في إفريقية ووسع نفوذه على الزيانيين والمرينيين (والوطاسيين الذين خلفوا الأخيرين).
لم تكن بداية حكمه سهلة حيث ثارت ضده مدن الجنوب. ومع ذلك، استعاد السلطان الجديد السيطرة بسرعة: أعاد احتلال توزر (1404)، وقفصة (1401)، وبسكرة (1402)، وأخضع القوة القبلية في منطقتي قسنطينة وبجاية (1397-1402)، وعين حكام هذه المناطق ليكونوا ضباطًا منتخبين. كما تدخل ضد جيرانه الغربيين والشرقيين. وضم طرابلس (1401) والجزائر (1410-1411). في عام 1424، هزم السلطان الزياني، أبو مالك عبد الواحد، ووضع زيانيًا آخر، أبو عبد الله محمد الرابع، على عرش تلمسان تابعًا له. وفي عام 1428، انخرط الأخير في حرب أخرى مع أبو مالك عبد الواحد - الذي نال الآن دعمه الخاص من الحفصيين - وتم استبداله في النهاية بقريب زياني آخر بمساعدة أبو فارس عبد العزيز في عام 1431. وفي نفس الوقت تقريبًا (ربما في عام 1426)، ساعد أبو فارس عبد العزيز أيضًا في تنصيب عبد الحق الثاني على العرش المريني في فاس - تحت وصاية أبو زكريا يحيى الوطاسي - وبالتالي حصل منه على اعتراف بالسيادة الحفصية.
في عام 1429، هاجم الحفصيون جزيرة مالطا وأسروا 3000 عبد، رغم أنهم لم يتمكنوا من غزو الجزيرة. وكان القائد العسكري أثناء الهجوم هو قايد رضاوان. واستخدمت الأرباح في برنامج بناء ضخم ودعم الفن والثقافة. ومع ذلك، أثارت القرصنة أيضًا أعمال انتقام من المسيحيين، الذين شنوا عدة مرات هجمات وحملات صليبية ضد المدن الساحلية الحفصية مثل الحملة الصليبية البربرية (1390)، والحملة الصليبية في بونا (1399) والاستيلاء على جربة في عام 1423.
توفي أبو فارس عبد العزيز الثاني عام 1434 أثناء حملة أخرى ضد تلمسان. وكان خليفته أبو عمرو عثمان صاحب أطول فترة حكم بين كل الحفصيين (حكم من 1435 إلى 1488). وقد واصل إلى حد كبير الحكم القوي الذي انتهجه أسلافه، لكنه اضطر إلى مواجهة تحديات أكبر، بما في ذلك السياسة الداخلية، والقبائل البدوية المضطربة في الجنوب، والوطاسيون في الغرب.
استولى عثمان على طرابلس في عام 1458 وعين واليًا على ورقلة في عام 1463. كما قاد حملتين إلى تلمسان في عامي 1462 و1466 وجعل الزيانيين تابعين له، كما قبلت الدولة الوطاسية في المغرب سلطته رسميًا. وهكذا خضعت بلاد المغرب بأكملها لفترة وجيزة لسيادة الحفصيين.

### السقوط
في القرن السادس عشر، انخرط الحفصيون بشكل متزايد في صراع القوة بين إسبانيا والقراصنة (المجاهدين البحريين) المدعومين من الإمبراطورية العثمانية. غزا العثمانيون تونس في عام 1534 واحتفظوا بها لمدة عام واحد، وطردوا الحاكم الحفصي مولاي حسن. بعد عام واحد استولى ملك إسبانيا والإمبراطور الروماني المقدس شارل الخامس على تونس، وطرد العثمانيين منها وأعاد مولاي حسن و الدولة الحفصية كمحمية هابسبورغية. وبسبب التهديد العثماني، أصبح الحفصيون تابعين لإسبانيا بعد عام 1535. غزا العثمانيون تونس مرة أخرى في عام 1569 واحتفظوا بها لمدة أربع سنوات. استعادها دون خوان النمساوي في عام 1573. أعاد العثمانيون احتلال تونس في عام 1574، وتم إحضار محمد السادس، آخر خليفة للحفصيين، إلى القسطنطينية وأُعدم لاحقًا بسبب تعاونه مع إسبانيا ورغبة السلطان العثماني في الحصول على لقب الخليفة حيث سيطر الآن على مكة والمدينة.

## سلاطين الدولة الحفصية
بلغ عدد سلاطين الدولة الحفصية 24 سلطانًا - وهم:
|    | السلاطين                         | فترة الحكم بالهجرية | بالميلادية    |
| -- | -------------------------------- | ------------------- | ------------- |
| 1  | أبو زكرياء يحيى                  | 634 - 647           | 1228 - 1249   |
| 2  | محمد المستنصر بالله              | 647 - 675           | 1249 - 1277   |
| 3  | أبو زكرياء يحي الواثق            | 675 - 678           | 1277 - 1279   |
| 4  | أبو إسحاق إبراهيم الأول          | 678 - 683           | 1279 - 1284   |
| 5  | أبو حفص عمر الأول                | 683 - 694           | 1284 - 1295   |
| 6  | أبو عبد الله محمد أبو عصيدة      | 694 - 709           | 1295 - 1309   |
| 7  | أبو بكر بن يحيى                  | 709 - 709           | 1309 - 1309   |
| 8  | أبو البقاء خالد الأول            | 709 - 711           | 1309 - 1311   |
| 9  | أبو يحيى زكرياء الأول            | 711 - 717           | 1311 - 1317   |
| 10 | محمد أبو ضربة                    | 717 - 718           | 1317 - 1318   |
| 11 | أبو بكر بن أبي زكرياء            | 718 - 747           | 1318 - 1346   |
| 12 | أبو حفص عمر الثاني               | 747 - 748           | 1346 - 1347   |
| 13 | أبو العباس الفضل                 | 750 - 751           | 1350 - 1350   |
| 14 | أبو إسحاق إبراهيم الثاني         | 751 - 770           | 1350 - 1369   |
| 15 | أبو البقاء خالد الناصر الثاني    | 770 - 772           | 1369 - 1370   |
| 16 | أبو العباس أحمد الأول            | 772 - 796           | 1370 - 1394   |
| 17 | أبو فارس عبد العزيز المتوكل      | 796 - 837           | 1394 - 1433   |
| 18 | أبو عبد الله محمد المنتصر الثاني | 837 - 839           | 1433 - 1435   |
| 19 | أبو عمرو عثمان                   | 839 - 893           | 1435 - 1488   |
| 20 | أبو يحيى زكرياء الثاني           | 893 - 899           | 1488 - 1489   |
| 21 | أبو عبد الله محمد                | 899 - 932           | - 1493 - 1526 |
| 22 | الحسن بن محيد (مولاي الحسن)      | 932 - 950           | 1526 - 1543   |
| 23 | أبو العباس أحمد الثاني           | 950 - 977           | 1543 - 1569 م |
| 24 | محمد بن الحسن                    | 977 - 981           | 1569 - 1573   |

## النظام السياسي

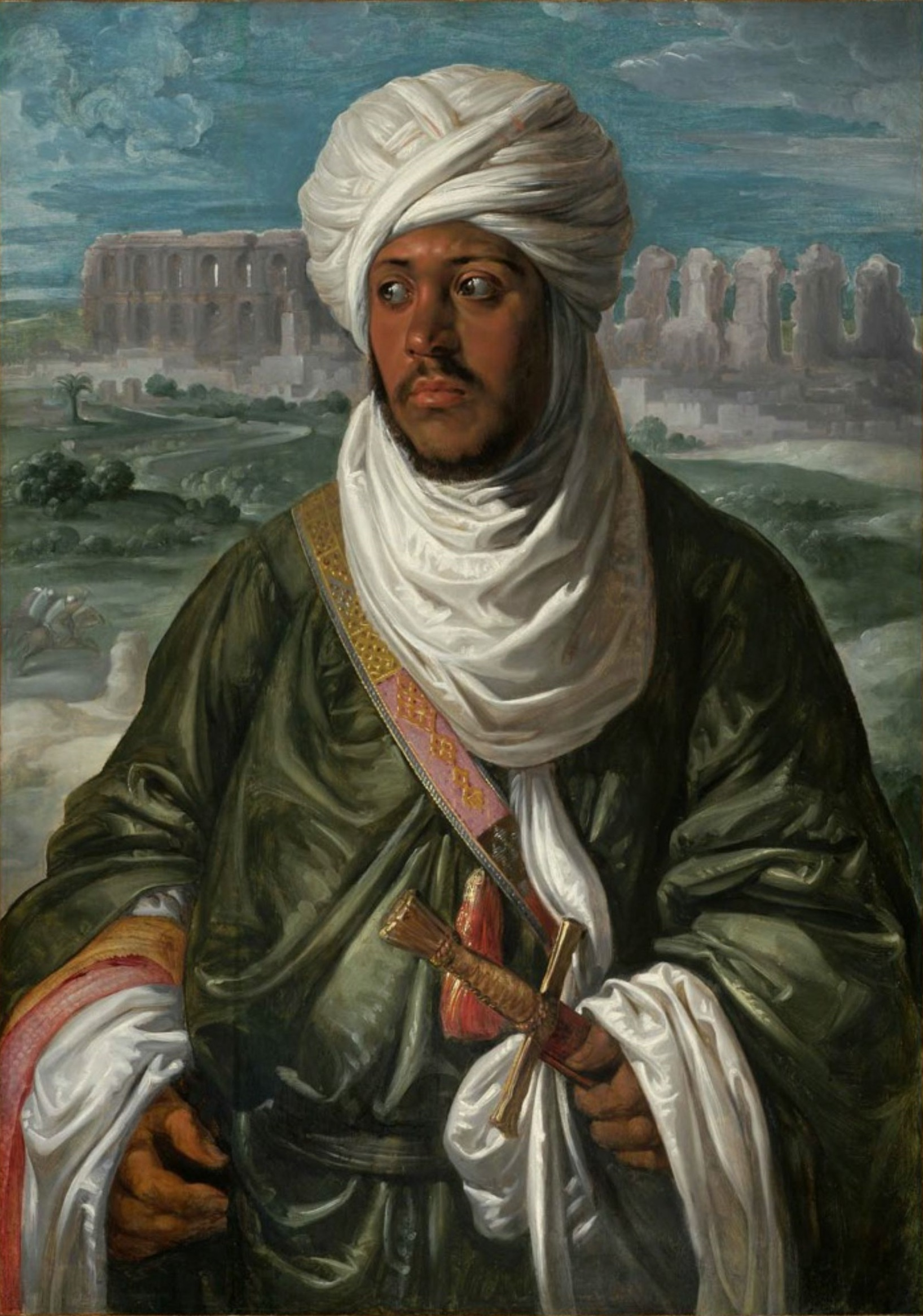
أبو العباس أحمد الثاني، الحاكم قبل الأخير للدولة الحفصية

توزعت منطقة نفوذ الدولة الحفصية على شاكلة حدود إفريقية، حيث امتدت من حدود برقة شرقا إلى جزيرة بني مزغنة غربا وإنقسمت إلى عدة مناطق على رأس كل منها والٍ، أو عامل يعتمدون على مشائخ البلدان، ورؤساء القبائل. واعتاد الامراء تعيين الولاة والعمال من بين أقاربهم. وفي عهد هذه الدولة كانت البلاد مستقلة مدة ال 308 سنة الأولى، ومحمية إسبانية مدة ال 39 سنة الأخيرة.
وقد لقب ملوكها بلقب أمير ثم بلقب أمير المؤمنين، وبلقب السلطان. وكانت أسماؤهم تذكر في الخطب الجمعية، وتنقش على السكة. وكان نظام الحكم وراثيًا، والأمير رئيسًا للدولة. و الحاكم المطلق، يجمع بين السلطتين الزمنية والروحية. ويعتمد على مجلس استشاري يلقب رئيسه ب ـ«الشيخ الأعظم» ويتكون من عشرة مشائخ يعينهم الأمير، ويعتمدون بدورهم على مشورة مجلس آخر يضم خمسين شيخا معينين من طرف الأمير أيضًا.
أعضاد الأمير على تسيير شؤون الدولة:
- حاجب بربط الصلة ببنه وبين الرعية.
- ثلاثة وزراء يشرفون على دواوين حكومية منظمة يرجع بالنظر إليها: القضاء، الجيش و المالية، و يعمل بها متوظفون عديدون، ومأمورون كثيرون، من العناصر المقتدرة.
- مأمور يسهر على نظام الأمن، وبراقب الأسواق.
- ومدير للجمرك أو الديوانة يشرف على (ديوان البحر) الذي ترجع إليه بالنظر مراكز الجمرك الموجودة بالمواني وأبواب العاصمة وبقية المدن، ويتولى رؤساؤها[20] استخلاص أداء المكس على الصادرات والواردات.

وكان مقر الحكم بالعاصمة التي كانت موجودة بجوار المعهد الصادقي الحالي، ووقع تهديمها في العهد الحاضر. وكانت تشتمل على دواوين الحكومة، ومقر انعقاد المجالس، ومساكن الامراء، وآل بيتهم، وبعض رجال حاشيتهم، وقسم من الجند الملكي. وبالإضافة إلى تلك المساكن، كان الامراء يملكون قصورا مشتملة على بساتين بضواحي العامة - ومنها: قصر بباردو، وبرج السلاسل في مدينة المرسى، وقصر رأس الطابية؛ وقصر أبي فهر قرب أريانة الذي كان مشتملا على جابية تشبه بحيرة تجري فيها القوارب، وأنشأه الأمير محمد المستنصر بالله.
و لم يكن للبلاد علم وطني لأنه من الأمور المستحدثة و إنما كانت لها صاجق مختلفة الألوان و الأشكال حل محلها العلم الوطني الحالي منذ أن اسسه الباي الثامن للدولة الحسينية حسين باي الثاني سنة 1247هـ - 1831 م، خلال عهد ما قبل الحماية الإسبانية.
وكان للامراء طغراء، أي شعار للملك و الدولة، وهي علامة تكتب في أعلى المراسلات الرسمية كرمز للسلطة الصادرة عنها. وقد عفت رسومها بتجدد نار الفتن في ربوع البلاد. و و ممن باشر كابتها المؤرخ المشهور ابن خلدون.

## العملة

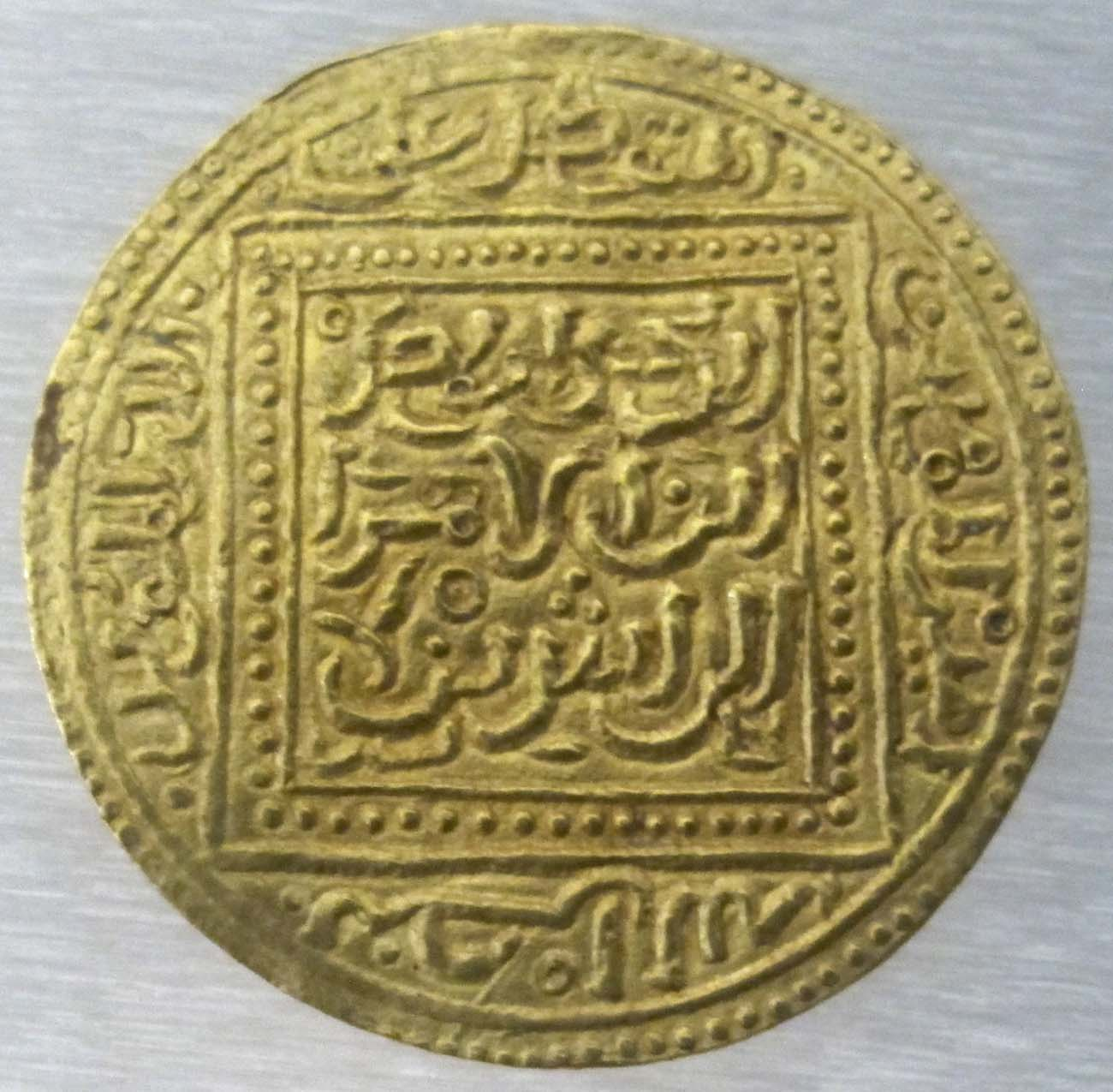
عملة أبي بكر الثاني

كانت العملة عندهم مربعة الشكل، بعد أن ضلت خلال العهود السابقة ذات شكل مستدير.
وتتكون مما يلي:
- الدينار - وهو من الذهب، و يزن أربع غرامات و اثنين و سبعين مليغرامًا.
- الدرهم - وهو من الفضة؛ و يزن غرامًا واحدًا ونصفًا.
- الحندوس - وهو من النحاس. وقد عوض بالفلس الذي ضل مستعملًا خلال العهود السابقة.

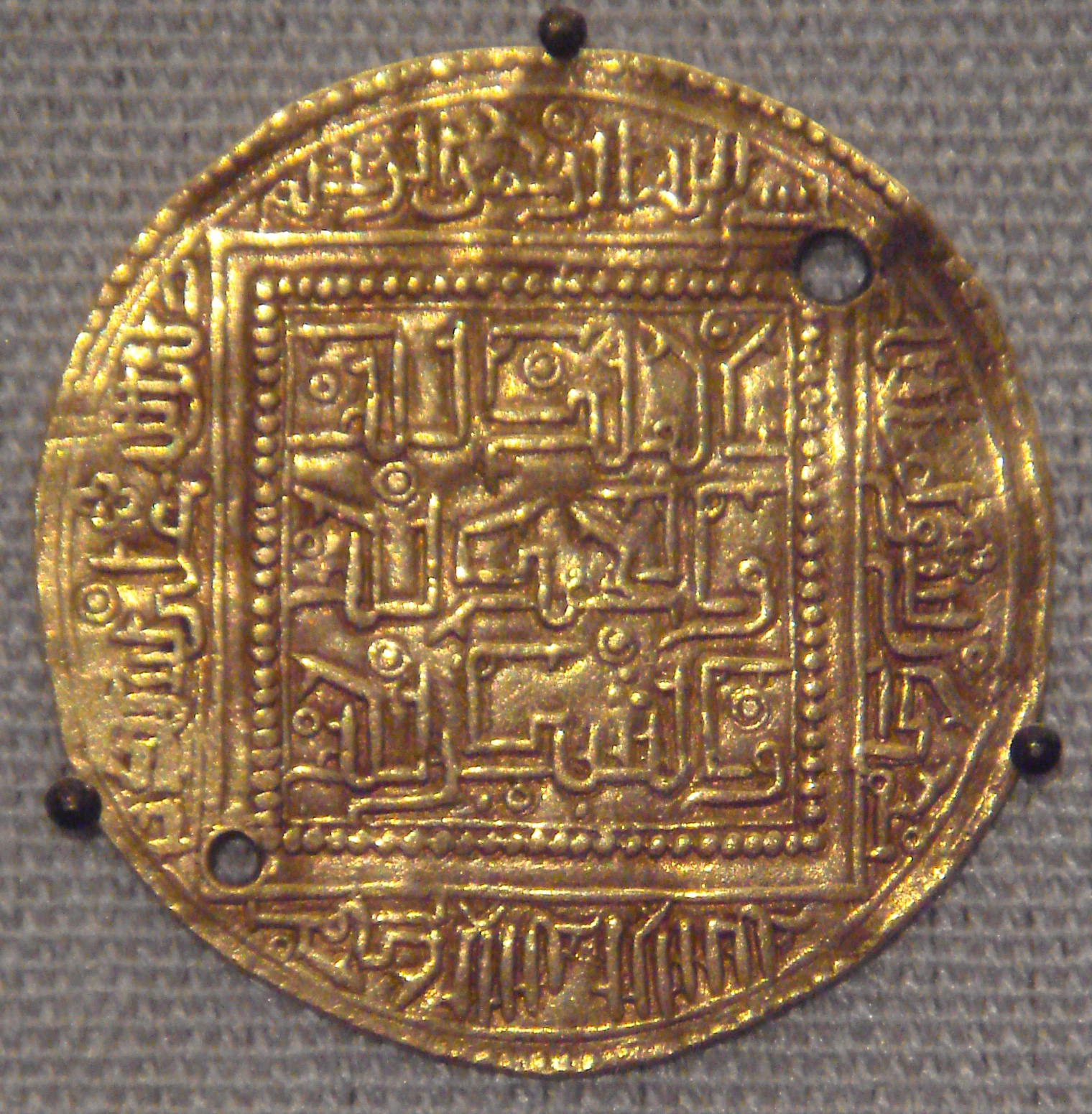
عملة للحفصيين مكتوب عليها بالخط الكوفي ومزخرفة. بجاية 1249-1276م.

وكانت الكتابة على السكة بالخط الكوفي المزخرف أو بالخط الأندلسي. أما نصها، فإنه قريب المعنى و لا تكاد تختلف عباراته الا قليلا.
من ذلك الدينار في مدة مؤسس الدولة، الأمير أبي زكرياء يحي، فقد كان مكتوبا على وجه،
في الوسط: الواحد الله، محمد رسول الله، المهدي خليفة الله.
وفي الدائرة: بسم الله الرحمن الرحيم، صلى الله على سيدنا محمد، وإلهكم إله واحد لا إله إلا هو الرحمن الرحيم.
وعلى الوجه الثاني، في الوسط: أبو محمد عبد المؤمن بن علي أمير المؤمنين، الحمد لله رب العالمين
وفي الدائرة: الأمير الأجل أبو زكرياء يحي بن أبي محمد ابن أبي حفص.
أما الكتابة في الدرهم فكانت:
- في الوجه: لا إله إلا الله، الأمر كله لله، لا قوة إلا بالله. - وفي القفا: الله ربنا، محمد رسولنا، المهدي إمامنا.
وكان الدينار يتجزاً إلى: نصف دينار، ربع دينار، و ثمن دينار. ومنذ أيام محمد المستنصر بالله عُوِّض في كتابة الدينار، لقب الأمير بلقب أمير المؤمنين. و منذ أيام أبي عمر وعثمان صار الدرهم يعرف باسم الناصري، جمع نواصر، ويتجزاً إلى خُمسي وهو خمسة أسداس، وإلى خروبة وهي أربعة أسداس، وإلى نصف ناصري، وهو ثلاثة أسداس، وإلى قفصي وهو سدس الناصري.
بجانب المسكوكة الحفصية، راجت مسكوكة الاسبان في فترة الحماية الاسبانية ومنها:
- الدوكة، وهى تعادل الدينار.
- الكرونة، وهي تعادل الناصري.

## العاصمة
بقيت مدينة تونس عاصمة للبلاد. إذ قد اتخذت في العهد الموحيدي، ووقع الاختيار عليها لأهميتها التاريخية، ولحسن موقعها، ولما بلغته من الشأن في مدة أمراء بني خراسان الذين حكموها في أواخر عهد الدولة الصنهاجية.
وهي قرية بربرية قديمة، مشيدة فوق سفح جبل عرف فيا بعد بجبل أم عمرو، كانت ضئيلة في العهد القرطاجي، ووقع ذكرها في تاريخ الحروب البونيقية، إذ اتخذت أحيانا مركز إقامة للجند. وأثبت اسمها في كتاب (المسالك والممالك) في العهد الروماني. وصارت مدينة أسقفية في عهدي الفندال والروم أو البيزنطيين.

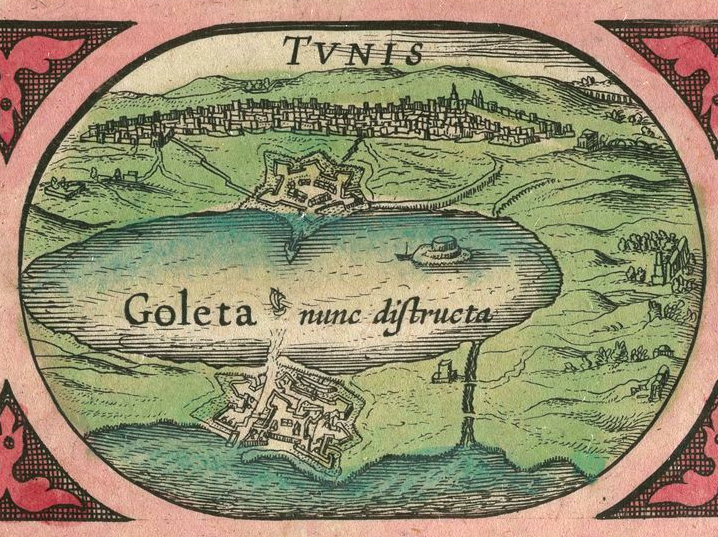
وحفر من البحر مجرى إلى وسط البحيرة المتصلة بها فأصبحت مرفاً على البحر الأبيض المتوسط

في عهد الولاة العرب، وجد الخراب مستوليا عليها. فأحيى عمرانها الوالي حسان بن النعمان إثر استيلاثه على مدينة قرطاج، إذ قد اتخذها معقلا، و حفر من البحر مجرى إلى وسط البحيرة المتصلة بها فأصبحت مرفاً على البحر الأبيض المتوسط. وأنشاً بها دار صناعة لتكوين اسطول بحري يحمي البلاد التونسية. ويخضد شوكة القوات البيزنطية التي كانت تهددها. وشيد بها في مدة الوالي (عبد الله بن الحبحاب) سنة 114هـ - 732 م. جامع الزيتونة على أنقاض معبد وثني خرب. ولم تلبث أن اتسعت وكثر عمرانها.
في عهد الدولة الأغلبية مُصرت، إذ ازدادت أهميتها واتخذها بعض الأمراء مقرّا، وأصبحت قاعدة حربية، وتكاثر بها الجند، وتعددت ثوراتهم وكذاك المرابطون لحراسة الثغور بالرباطات الكثيرة التي اشتهر من بينها رباط الجراح بالمرسى، ورباط جبل المنار.
في القرن الخامس الهجري - العاشر الميلادي، زارها أبو عبيد الله البكري وأطنب في وصفها في كتابه (المسالك والممالك) وذكر أنها:
وعندما ضعفت سلطة الدولة الصنهاجية، وتداعى أمرها، وضعف سلطان أمرائها، وأصبحت البلاد فريسة بين أيدي الأعراب والنرمان صارت تونس إمارة لبني خراسان. فعظم بهم شأنها، واتسع عمرانها، ووقع تجميلها، وأنشئت بها القصور والمساجد والأسواق والحمامات والخانات. وازدهرت أسواقها حتى صارت مدينة تجارية؛ ومحط رحال تجار بلدان البحر الأبيض المتوسط.

وفي العهد الموحدي جعل منها عاصمة جديرة باسمها إذ ازدادت منشآتها، وعمرت أسواقها بالتجار والصناع.

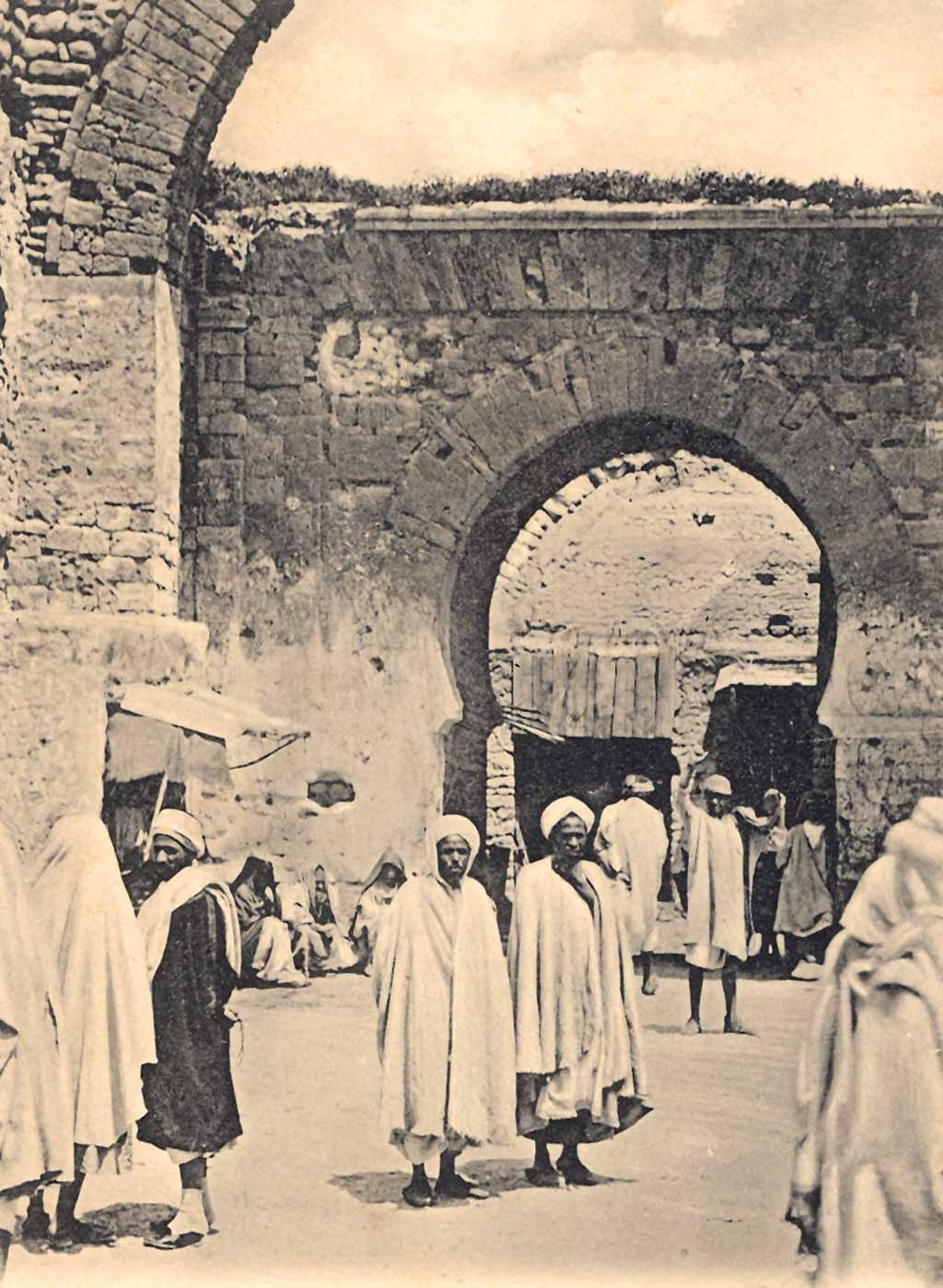
الباب الجديد عام 1890

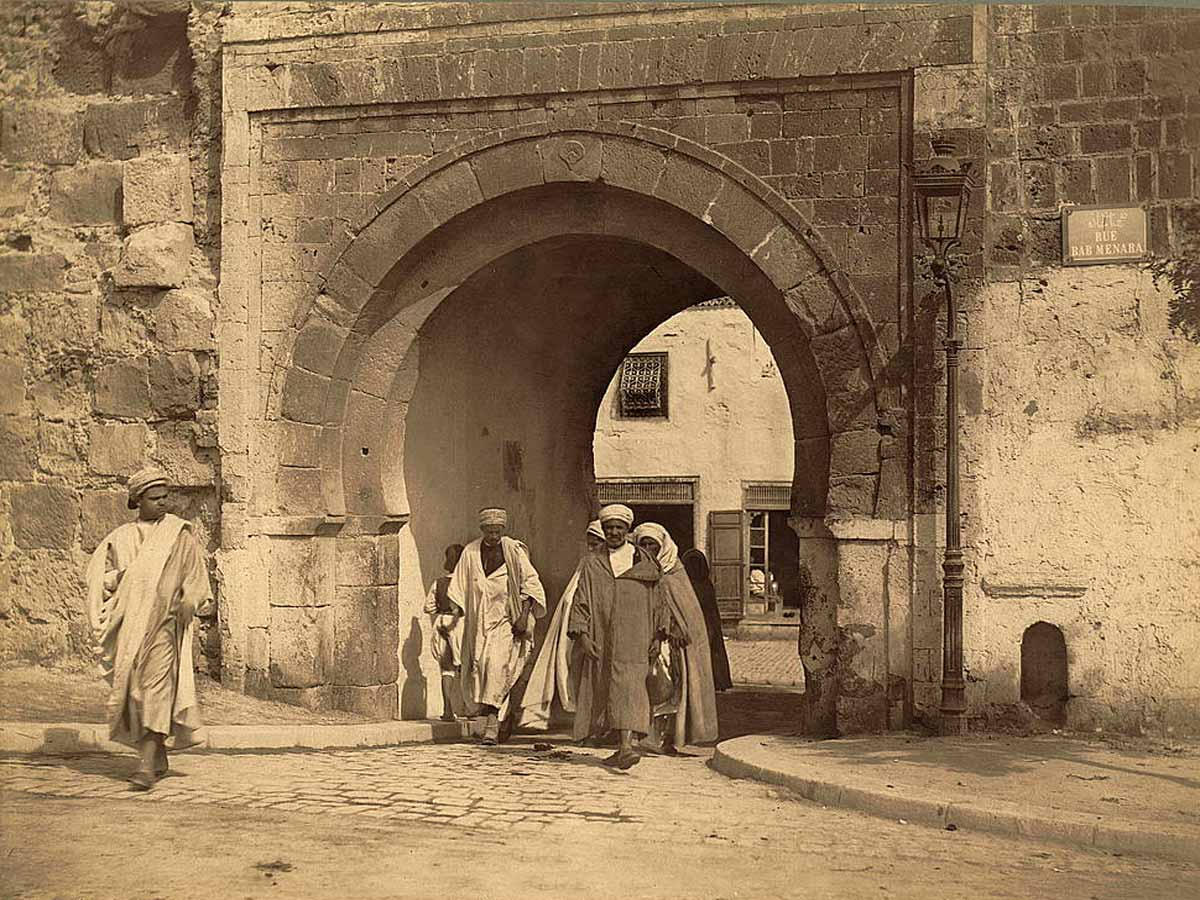
باب المنارة 1900

وفي الدولة الحفصية، استدرت على زهرتها وجلالها. وأنشئ بها ربضان جديدان، خارج سورها القديم، عند باب الجزيرة وباب السويقة. وأقيم سور جديد خارجي يحيط بالربضين، ويجعلهما بين سورين. وبنيت في كل من السورين أبواب عظيمة أهمها باب الجديد، وباب البحر اللذان لا يزالان قائمين، وباب المنارة الذي وقع تهديمه حديثا لتوسيع الطريق. ومكان هذا الباب مواجه للمقر الحالي لوزارة الدفاع الوطني.
وقد تجمعت دكاكين بعض الحرف عند هذه الابواب فالصباغون داخل باب الجزيرة. والحدادون عند باب الجديد. والسراجون عند باب المنارة.
وكانت تجاور باب البحر عدة فنادق يتوزعها التجار النصارى. فلما ضاقت بهم هذه البقعة، بادروا إلى بناء ربض خارج ذلك الباب كان الصورة الأولى للحي الأروبي أو المدينة الحديثة، وامتاز برحبات واسعة يبيع الناس فيها ويشترون.

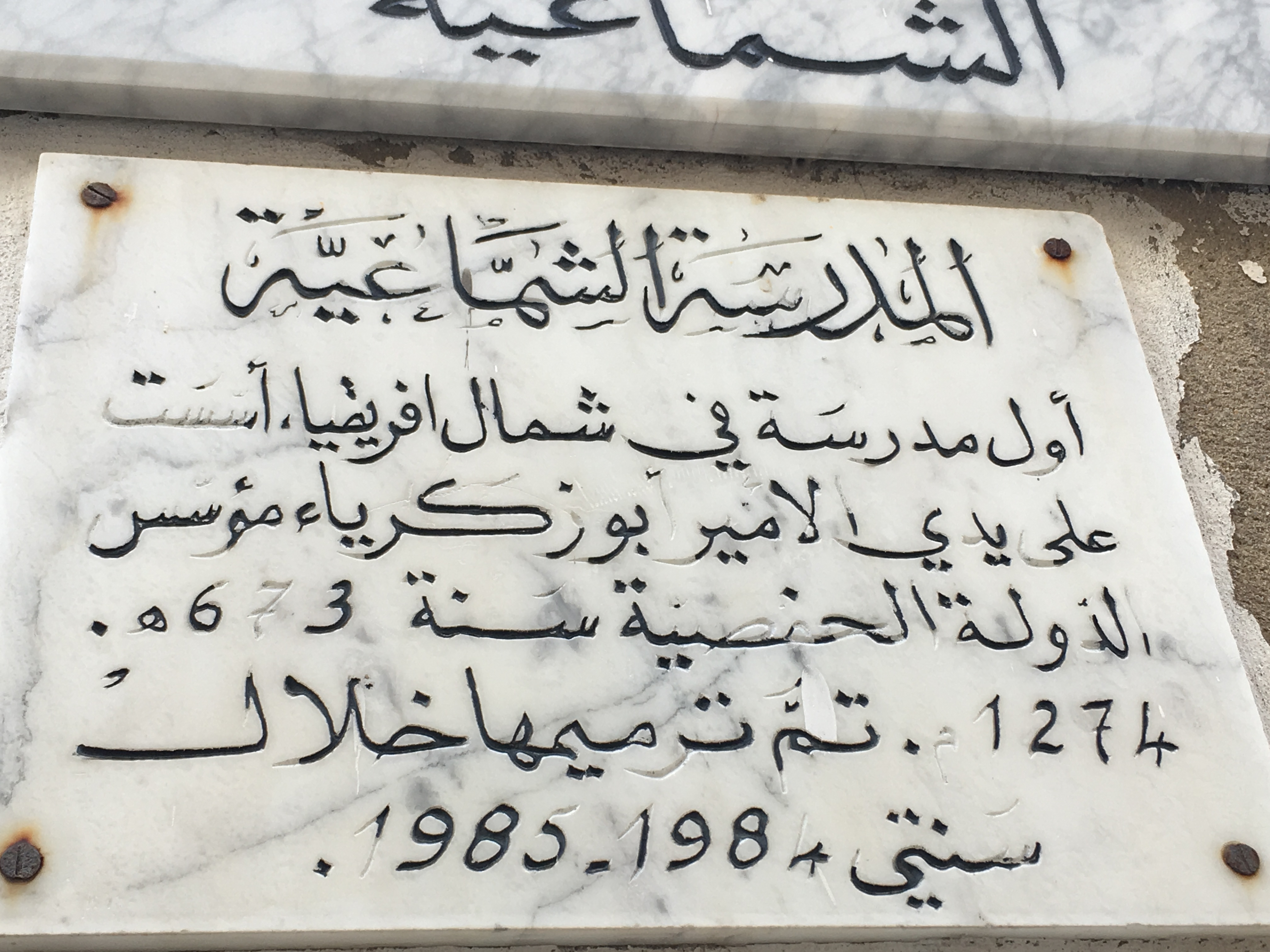
المدرسة الشماعية

وبالإضافة إلى ماسبق ذكره فقد ازدادت منشأت المدينة، وامتلأت ضواحيها بالقصور والمنازه. ومن أجل ذاك كله أطنب الكُتاب في وصف اعجابهم بها، وأفاض الشعراء في الإشادة بما بلغته من الحضارة والرفاهية والعظمة. وقد تضمن وصفها خلال العهد الحفصي، نصٌ منقول عن شهاب الدين العمري جاء فيه ما يلي:
هنالك نص منقول من رحلة (العبدري) الذي زارها سنة 688 هـ - 1289 م. في عهد الأمير الخامس أبي حفص عدر الاول نقتطف منه ما يلي:
فان شثت أصحرت في موكب، وان شئت أبحرت في مركب كأنها ملك والارباض لها إكليل، وأرجاؤها روضة باكرتها ريح بليل.
وهذه المدينة كلأها الله - من المدن العجيبة الغريبة. وهي في غاية الاتساع ونهاية الاتقان. والرخام كثير بها. وأكثر أبواب ديارها معدول منه عضائد وعتبا.

## القضاء

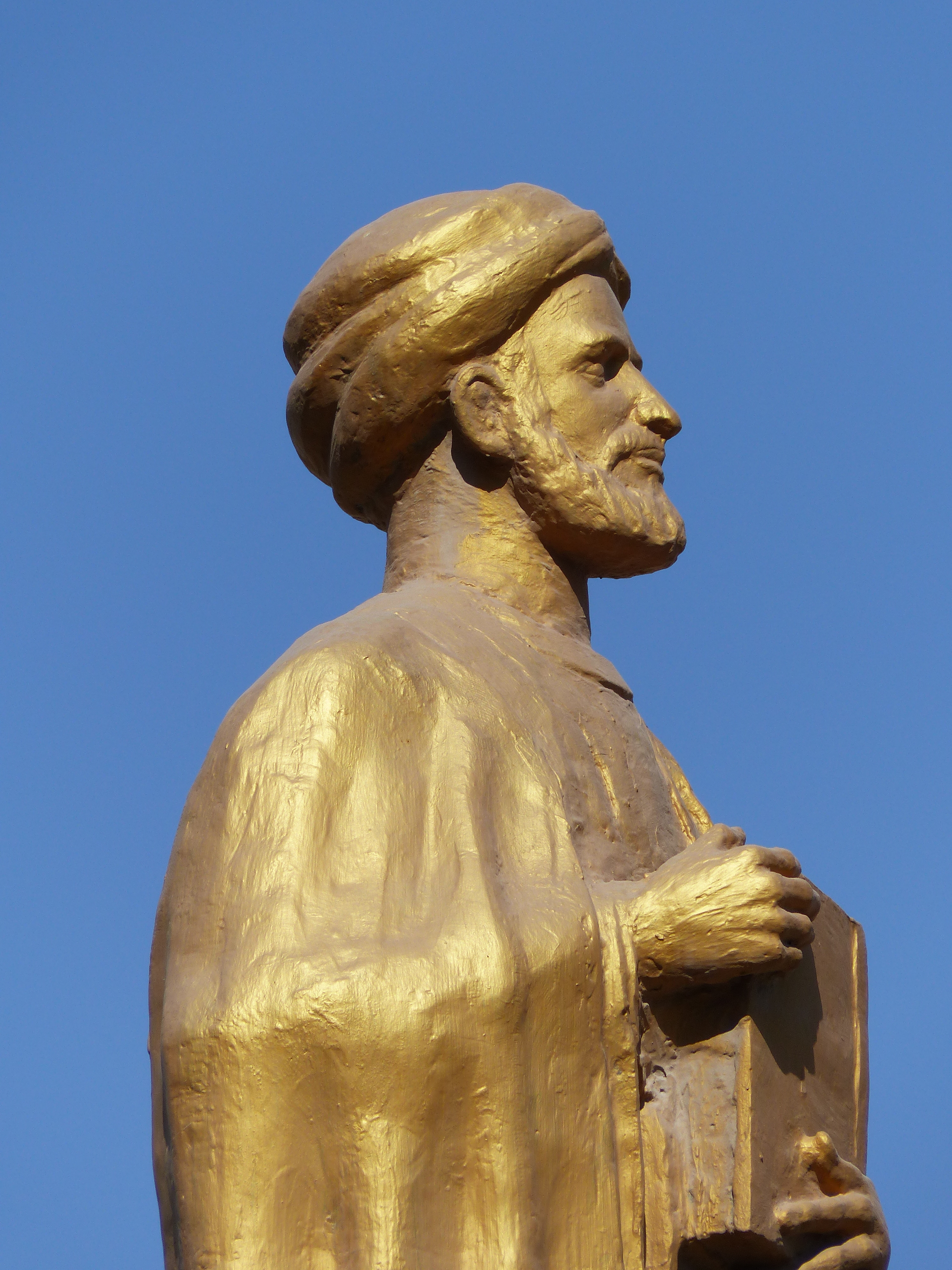
القاضي والشاعر ابن شباط

كان القضاء يقع حسب المذهب المالكي الذي أقره الأمراء إقرارا نهائيا، لان أحكامه لا تتعارض مع تعاليم الموحدين التي استمسكوا بها، ولم ينفرها السكان المسلمون.
وكانت الطريقة المتبعة أن القاضي لا يبقى في خطة القضاء بجهة أكثر من ثلاث سنين، ثم ينتقل لغيرها إلى أن يتعين لقضاء العاصمة، ثم للفتوى والشورى. كان الحكم بين الناس في مختلف الجهات يتولاه قضاة. وكلما أشكل عليهم أمرّ بُعثوا إلى شيوخ الافتاء يسألونهم. وكان للجيش قاض خاص به.
أما العامة فكان بها: قاضي الأنكحة - وقاضي المعاملات - وقاضي الأهلة - وشيوخ إفتاء. وجميعهم يرجعون بالنظر إلى قاضي الجماعة، أي قاضي القضاة، الذي كان يتمتع بنفوذ واسع: ويتصرف في الأحكام كما يشاء، ويتولى تنفيذها.
و كان ينعقد بالعاصمة كل يوم خميس مجلس، تحت أشراف الأمير، ويحضره: القضاة، وشيوخ الافتاء، والعلماء ويحكم في النوازل المعضلة. وكان الأمراء يعظمون الشرع ويمتثلون لأحكامة؛ إذ يحترمون القضاء، ولا يتداخلون في شؤونه، ويتركون للقضاة حريتهم، ويحترمون فتاوي شيوخ الافتاء. وبذلك عظم شأن القضاء، وانتظم أمره، وقوي جانب القضاة، فكانوا لا تأخذهم في الحق لومة لائم، وكان القول الفصل لما يحكون به.
من ذاك أن محمد أبا ضربة - ولي عهد الأمير الحفصي التاسع أبي يحي زكرياء انهم بجريمة قتل عمدا فمكنه أبوه لقاضي الجماعة أبي اسحاق إبراهيم بن عبد الرفيع للقصاص فحكم عليه بالموت إذ اعترف بالقتل وثبتت إدانته. ولما عفا عنه أولياء القتيل - أي أسقطوا عنه الدعوى، أبدل قاضي الجماعة الحكم، حسب المذهب المالكي، بالضرب مائة، وبالسجن مدة عام.
ومن ذلك أيضا، أن أحد الأمراء لزمّه كفارة عن تعمده الالإطار يوما من شهر رمضان. فاستفتى، فأشار عليه بعض العلماء بأن يكفّر عن ذلك بعتق مملوك مسلم سالم من العيوب. وهو أمر بسيط بالنسبة لأمير. وأفتاه شيوخ إفتاء بأن يكفر عن ذلك بصوم شهرين متتابعين، باعتبار أن المال الذي بيده ليس له، وأنه للمسلمين، ليس له فيه إلا التصرف بها تقتضيه المصلحة، وليس له أن يعتق منه. فعمل الأمير بفتوى شيوخ الافتاء وتجشم مشقة صيام شهرين متتابعين. والجدير بالذكر، أن الحكمة كانت دار القاضي أو مكانا يختص به وأن السجن بمعناه الحالي كان موجودا.

## الجيش
كان الجيش محل عناية الأمراء، وكثيرا ما أفاضوا العطاء له. وكان متنوع العناصر، ووافر العدد، وعتيدا، ضرورة أنه مكلف بالسهر على أمن الأمير، ومنوط بعهدته السهر على أمن البلاد. وقد اعتبر بعض المؤرخين تنوّع عناصره وسيلة للحيلولة دون اتفاقها برمتها على أمر أو قيامها بانقلاب، واتخذوا وفرة عدده دليلا على الاحتياط للطوارئ. وكانت أسلحته عديدة. منها: السيوف، والرماح، والنبال، والخناجر، والصفائح، والدبابيس. أما المكاحل والمدافع فلم تكن ظهرت في بداية هذا العهد، وإنما ظهرت في المدة الأخيرة منه.
والملاحظ، أن البلاد قد عرفت البارود السهل الانفجار، الدافع للقذائف بواسطة آلات خاصة في (العهد الموحدي). والمعركة التي وقع استعمال ذلك أثناءها: كانت بمدينة المهدية؛ لاعتصام أحد الثائرين بها. وذلك سنة 602 هـ - 1205 م. فقد ضربت تلك المدينة بآلات لم يرها الناس قبل ذاك. إذ كانت كل واحدة منها ترمي قذائف من الحجارة والكور الحديدية؛ فتسقط وسط المدينة. وكانت للجيش الحفصي فرقة يعرف أفرادها بأصحاب النفير، ويتولون دق الطبول، والنفخ في الأبواق، ويمشون وراء الصناجق الأميرية، ويصحبون الأمير إذا زار العاصمة، أو تنقل في سفره بالمحلة.
والجيش قسمان:

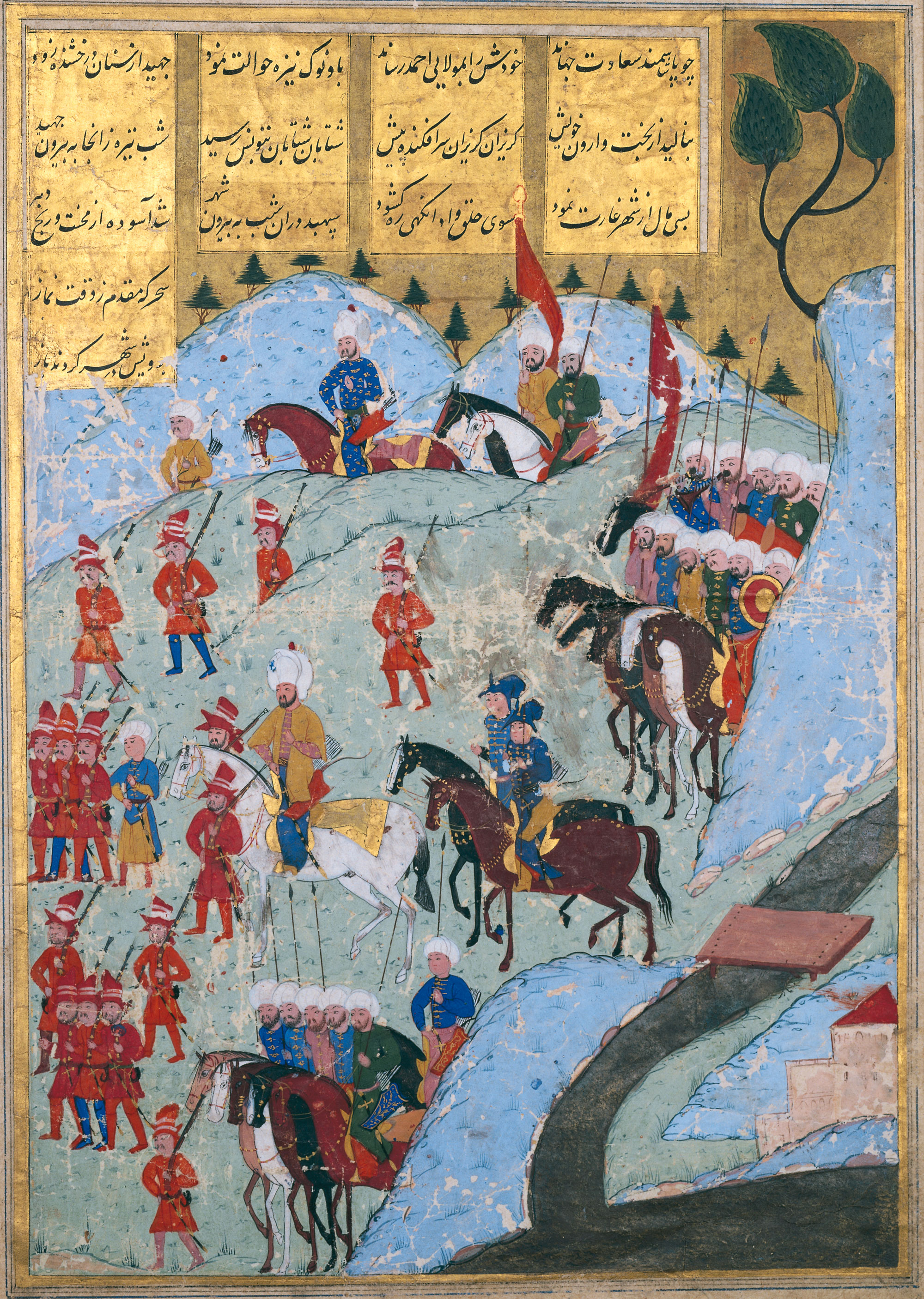
دخول القوات التركية إلى تونس عام 1569

- جند ملكي. وهو حرس خاص بالأمير، يتركب من فرقة للفرسان، عناصرها مسيحيون[46]، ومن فرقة للمشاة، تنوعت عناصرها وتغيرت: فكانت من السود؛ من سكان العاصمة، ومن مهاجرين أندلسيين، ومن أتراك. وجميعهم مأجورون. وكانت لهم حظوة خاصة في البلاط، ويرتدون زيا خاصا، ويعرفون بعبيد المخزن، وكانوا يسكنون محلات متجمعة قبالة المقر الحالي لوزارة الدفاع الوطني.
- جند نظامي. يتركب من مشاة وفرسان: إطاراته من الحفصيين الموحدين، وعناصره من البربر، يجندون بواسطة قبائلهم مقابل إعفائها من بعض الضرائب؛ أو بعنوان مساهمة مجانية في المحافظة على أمن البلاد، أو مقابل أجور معينة، أو بعنوان ولائها للدولة.

ولم يكن عدده قارا، بل تغير حسب الظروف. وكثيرا ما انخرط في سلكه متطوعون عندما كان يداهم البلاد خطر أجنبي. وكثيرا ما وقعت الاستعانة بالبدو الرحل عند الحاجة.
وبجانب الجيش. كان للدولة أسطول بحري قوي. ولتمكين الجيش والأسطول من السهر على أمن البلاد وسلامتها والقيام بحمايتها، وحراسة ثغورها رممت قصبة مدينة باجة؛ وتم تحصين رباط المنستير. وأنشئت القصبات، والمحارس، والمعاقل، والقلاع، منها: قصبة بكل من مدن سوسة، والمنستير، وصفاقس، والكاف. وكانت الواحدة في مثابة مدينة مصغرة حصينة محاطة بسور، ومنها: محارس رأس أدار - والحمامات - ورفراف.
وقد بذل الجيش جهده لتوطيد الراحة والأمن داخل البلاد. بالقضاء على معظم الثورات، سواء التي أعلنها الأمراء على بعضهم تنازعا على السلطة، أو التي جدّت بين زعماء العروش والقبائل، ورؤساء الطوائف والجماعات. كما تمكن الاسطول من جبر الأساطيل الأجنبية على احترام سواحل البلاد، ومن مجابهة بعضها وإرجاع أصحابها عن أعقابهم خاسرين. وبفضل ذلك. عظم شأن الدولة، وحظي أمراؤها الأولون، في مجموعهم، بعز وسلطان ونفوذ لم يتسن لكثير من الملوك.
لكن كثرة الفتن والقلاقل والثورات الداخلية، التي حدثت في مدة الأمراء الأخيرين، أنهكت قوى الجيش، واعتراه بسببها الضعف والفشل، وتفككت عناصره، وانحلت عراه، وحال تفوّق قوات المغيرين العديدين دون انتصاره، وتشتت شمله. فاضطر الأمير الثالث والعشرون، أبو العباس أحمد، لتأليف جند ملكي جديد واجه قوات علي باشا فهزمته، ثم انضم اليها بدون جدوى. إذ وقع الاستنجاد بالاسبان ثانية فانتصروا. وإزاء ما لقيه السكان منهم من الجور والظلم والطغيان، وانتقاما منهم ومن الأمير الرابع والعشرين محمد بن الحسن، انضموا إلى جانب قوات سنان باشا فكان الانتصار حليفهم.

## الحياة الثقافية
في هذا العهد نهضت الثقافة نهضة لم يشهدها المغرب العربي من قبل، فقد انتشر التعليم بالبلاد بواسطة الكتاتيب، والمدارس، والجوامع، والزوايا. وانتشر بالعاصمة بمثل ذلك؛ وبواسطة مدارس رسمية كثيرة وقع تأسيسها ومنها: مدرسة بالقصبة، في البلاط الحفصي، مهدتها العناية بأبناء الأمراء، وتكوين مستخدمي الدولة. ومنها: مدرسة التوفيق، والمدرسة العنقية، والمدرسة المنتصرية، والمدرسة الشماعية، والمدرسة المرجانية، والمدرسة العصفورية.
وقد جلب لها الأمراء الأساتذة من الأندلس ومن طرابلس وغيرهما. وأسكنوا بها الطلبة، وقاموا باطعامهم، وكونوا لهم بها المكتبات؛ فقامت بأكبر قسط في تكوينهم تكوينا جامعيا. ذلك أن مناهج الدراسة فيها كان برتكز على جمع عناصر الثقافة المفننة في وحدة تكاملية امتزاجية، تتولد عنها ملكة راسخة، تُمكن الخريج من معالجة المباحث للتحقيق والتوليد والابتكار، بالتخصص المبني على المشاركة الواسعة؛ إذ لم تكن العلوم نقلا وتلقينا، بل كانت تكوينا وتوجيها لتوسيع نطاق المعارف، بالبحث والإنشاء والتحرير.
وانتشر أيضًا بواسطة جامع الزيتونة الذي رسخ التعليم به، وتشعشعت أنواره، وتطور شيئا فشيئا حتى صار فيما بعد أكبر جامعة إسلامية عرفتها بلاد المغرب العربي بأسرها، وأنبتت علماء أفذاذا في مختلف المجالات. وقد انتظم التدريس به، وبتلك المدارس والجوامع والزوايا، وتكاثرت الدروس، وخاصة في علوم اللغة والشريعة والفقه والحديث والتفسير وغيرها، ولم يتقاصر أمرها إلا في عهد الحماية الاسبانية. وعمت الثقافة البلاد بفضل ذلك وبواسطة المكتبات الكثيرة التي أنشئت، ومنها مكتبات قصور الأمراء، وخاصة مكتبة قصر الامارة بالقصبة التي جمع بها أنفس المجلدات، ومنها أيضا مكتبة جامع الزيتونة المسماة بالعبدلية التي اشتملت خزائنها على أنفس الكتب، وبلغ عددها 36 ألف مجلد في القرن الثامن الهجري - 15 ميلادي.
وبفضل تنشيط بعض الأمراء للعلم وذويه وللأدب والشعراء، وبفضل ما أوقفه أهل البر والإحسان من الأرزاق الجارية؛ وقع الاقبال على طلب العلم، وازدهرت الثقافة، وانتعش الأدب، ونشطت حركته، وارتقى الطب الذي حمل لواءه خريجو المدرسة الصقلية والمدرسة الاندلسية، وازدهر علم الفلك، واستعمل في تعليمه الاسطرلاب، الذي تم صنعه محليا، وذلك لمعرفة مواقع الكواكب ومدى ارتفاع الثابتة منها والسيارة، ومقدار الارتفاع بين الأمكنة، وخطوط الطول والعرض للبلدان، وأوقات الصلاة. وعدت البلاد نهضة علمية مباركة في مختلف الميادين وأصبحت أم البلاد المغربية وقطبها الأكبر بلا منازع.
ومن مظاهر تلك النهضة ازدهار النثر الفني الذي امتازت به رسائل ذلك العهد. كما ازدهر الشعر، وخصوطا الشعر المرتجل في المناسبات. وساهم في تلك النهضة بقسط وافر مهاجرو الأندلس والمثقفون. وكان بلاط الأمراء عامرا بالشعراء والادباء والظرفاء. وكانت الندوات الأدبية والعلمية تنعقد في كثير من بيوت الأمراء والأعيان، بضواحي العاصمة، في إطار فني يعتبر من بعض جوانبه نسخة من الحضارة الإسلامية بالاندلس.
وفي ميدان الفن، انتعشت الموسيقى التونسية بالنوبة الغرناطية منذ قدوم مهاجري الأندلس. واشتغل الناس بالتواشيح، والأشغال الأندلسية، وألفوها حتى عرفت بالمالوف. وبذلك ارتقى الفن. يضاف إلى ذلك، أن عادة الغناء، وضرب الطبل، ونقر المزمار، في حفلات الأفراح، كانت منتشرة بين السكان. وأن قصور الأمراء لم تخل من عود، ومزمار، ومغن ومغنية، وبالأخص في مدة الأمير الثالث عشر أبي العباس الفضل.
وقد نقل محمد الوزان بشأن أحد الأمراء وعاداته مايلي:
وروى الزركشي في كتابه تاريخ الدولتين الموحدية والحفصية: أن الأمير السابع عشر أبا فارس عبد العزيز رفع عن المغنيات المجابي والمغارم التي كن ملزومات بها من قبل.
ومن جهة أخرى؛ فان الجيش كانت له فرقة فنية يعرف أصحابها بأصحاب النفير ضمن الجبيش. وكان المؤذنون بجامع الزبتونة ينفخون بإسلوب فني في أبواق، قبيل فجر كل ليلة من ليالي شهر رمضان المعظم، لينبهوا الناس أن وقت السحر قد حان، وعليهم تناول السحور.

### أشهر العلماء

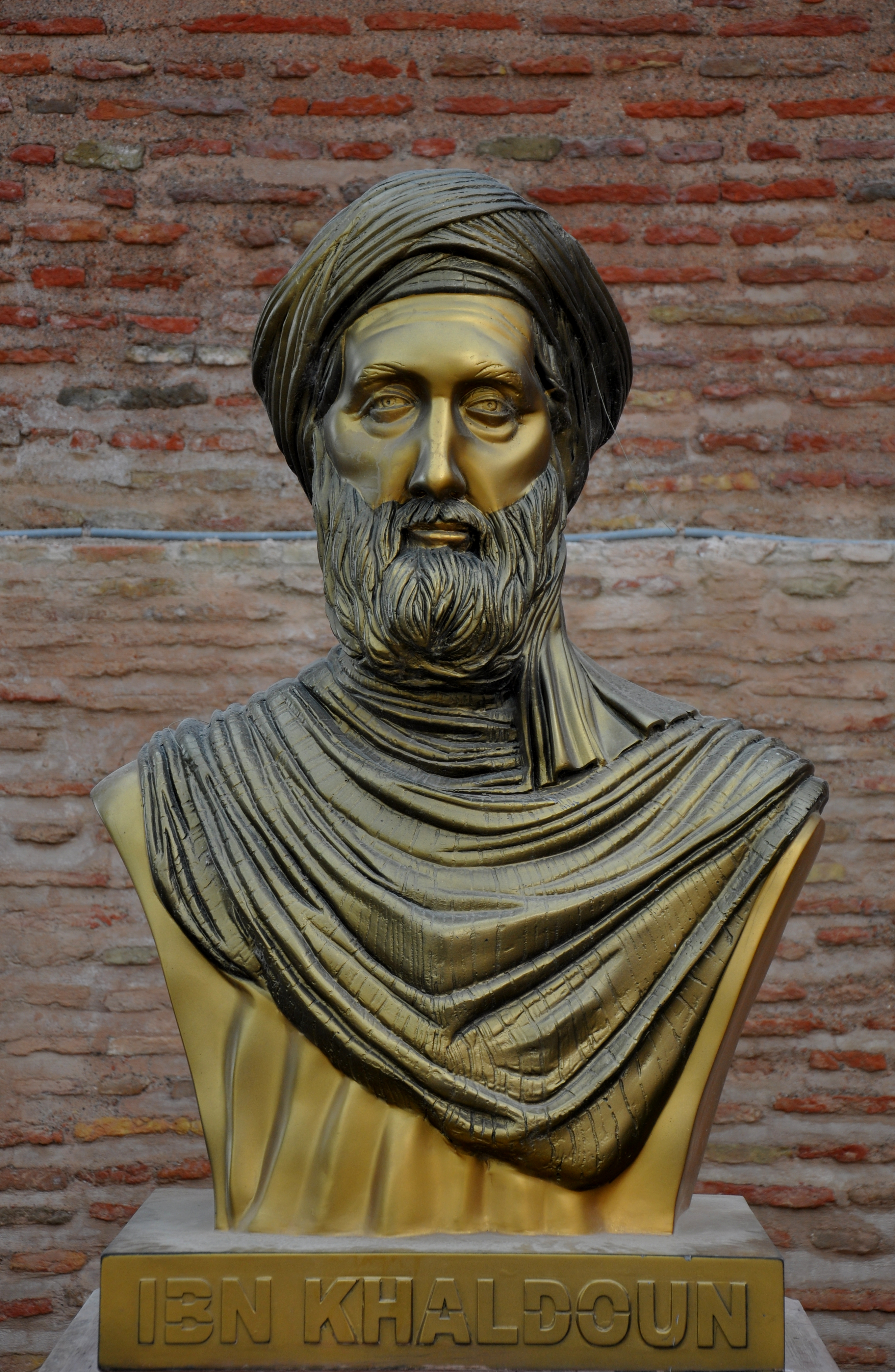
تمثال نصفي لابن خلدون بقصبة مدينة بجاية بالجزائر

- ولي الدين أبو زيد عبد الرحمان (ابن خلدون)[61]- في التاريخ والاجتماع. وهو أبرز شخصية أنجبتها البلاد بكونه أول واضع لعلم الاجتماع. وأول من طرق علم التاريخ يتجرد ورأي ثاقب.
- أبو محمد عبد الله بن محمد بن أحمد التجانى[62]- في التاريخ وقد ترك أثرا هاما - وهو رحلة التيجاني التي ضمنها تاريخ معظم مدن البلاد التونسية وقراها، وتحدث فيها عن مشاهداته أثناء الرحلة التي قام بها، برفقة الأمير الحفصي التاسع أبي يحيى زكرياء الأول سنة 717 هـ - 1317 م.[63]
- بدر الدين محمد بن بهادر الزركشي[64][65]- في التاريخ. وقد ترك كتابه تاريخ الدولتين[66] الذي استعرض فيه تاريخ الموحدين والحفصيين، وطبع لأول مرة بتونس سنة 1289 هـ - 1872 م.
- ابن أبي دينار القيرواني، أبو عبد الله محمد[67]- في التاريخ. وقد ترك أثرا أكسبه شهرة كبيرة - وهو كتاب المؤنس الذي ضمنه تاريخ إفريقيا وتونس، وطبع لأول مرة بتونس سنة 1286 هـ - 1869 م.[68]
- الإمام محمد بن عرفة في الفقه[69]، وأبو إسحاق إبراهيم بن عبد الرفيع في القضاء، وابن الشباط محمد بن علي التوزري في العلوم والقضاء، وخاصة بتوليه قسمة مياه عيون الجريد على غابة نخيلها.[70] وأحمد الخولاني، وابن الحشاء[71]، وعبد القاهر التونسي[1]؛ في الطب.

### أشهر الأدباء[72]
- أبو عبد الله محمد بن عبد الجبار الرعيني السوسي.[73] وكان يسمى مُلحق الاباء بالأبناء، لطول عمره وقدم مولده. وتوفي بالعاصمة سنة 662 هـ - 1263 م، في فترة الأمير الثاني محمد المستنصر بالله. وله شعر حسن والموجود منه قليل. ومنه قوله:

- محمد بن أحمد التجاني (والد الرحالة أبي محمد عبد الله). وكان أديبا ضليعا يقرض الشعر الطيب بالمناسيات - ومنه أبيات بعث بها، من العاصمة إلى ابنه أثناء قيامه برحلته، ووصلته أثناء إقامته بمدينة قابس - ونصها:

### أشهر الفنانين
- الشيخ محمد الظريف. وهو ممن سلك طريق التصوف. وكان بارعا في جملة فنون منها الموسيقى. وله أشعار رائقة، في تهذيب الأخلاق، والمواعظ؛ وخصوصا في وصف الطبيعة، ومن جملتها: قصيد أورد فيه سائر المقامات الغنائية، ويعرف بناعورة الطبوع - أي أدوار الألحان المشهورة في وقته بأسمائها المغربية.[72]
- الأمير الثالث عشر أبو العباس الفضل. وقد كان أركن الأمراء إلى صحبة أرباب صناعة الغناء، واللهو، والمضحكين، ومن اليهم؛ حتى قبل فيه:

- أبو عبد الله محمد بن عميره.[74] وقد كان ذا صرت مطرب، وتلاحين لطيفة، ومرموقا بين الخاصة والعامة بالتقدير والتكريم.
- الأمير الثاني والعشرون الحسن بن محمد. وقد كان بارعا في الغناء والضرب على العود.
- الأمير الأخير محمد بن الحسن، وقد كان أبرع ضراب للعود، ومن أقدر المتصرفين في أنواع الغناء.

هذا ومن الملاهي ووسائل التسلية التي كانت موجودة إنذاك: المقاهي الأدبية والصوفية، وألاعيب خيال الظل، وتدخين لحاء القنب

## الحياة الاجتماعية
في هذا العهد. تمكن الأمراء من بسط سلطانهم على البلاد بصفة عامة، ومكنوا لأنفسهم في بعض المدن الهامة بصفة خاصة، على الرغم من تعدد الثورات. وبذلك كان الحكم أوطد وأزهر مما كان عليه في العهود السابقة، خاصة في مدة الأمراء الأولين. وكانت عناصر الشعب تتكون من البربر والعرب الذين وحد بينهم كل من الدين الاسلامي واللغة العربية، وانتسابهم إلى بلاد المغرب العربي، كما امتزجوا بالمصاهرة وكانوا جميعا سنيون مالكيون.
ومساكنوه هم:
- اليهود، وهم أهل ذمة كانوا يدفعون الجزية إلى الخزينة التونسية عن طيب خاطر، ويعمرون بالعاصمة حيا خاصا، أنشأه لهم «الشيخ محرز بن خلف» في العهد الصنهاجي، يعرف بالحارة، ويتمتعون بكثير من أنواع التسامح الديني فيقيمون شعائرهم الدينية في أمن ودعة.
- النصارى، وهم أوروبيون جلبهم إلى البلاد مغناطيس الأمن والعدل للاتجار. وكانوا يرجعون في غالب أمورهم إلى كبارهم، ويعمرون بالعاصمة خارج باب البحر فنادق خاصة تحوات فيما بعد إلى مساكن، تكون منها ربض خاص، كان الصورة الأولى للحي الأوروبي أو المدينة الحديثة. وامتاز برحبات واسعة حيث كان الناس يبيعون فيها وبشترون.
- الرقيق؛ وكانوا يكونون طبقة كبيرة، ولم ينظر غيرهم إليهم نفارة امتهان وازدراء. وكانوا يباعون ويشترون بالعاصمة في سوق البركة المعد اليوم للصياغة.
- بعض مهاجري الأندلس؛ وكانوا يعمرون بالعاصمة وبنزرت وغيرها من أحياء خاصة نسبت إليهم. وقد نقلوا إلى البلاد تقاليدهم وصناعاتهم وحرفهم ومعائشهم، واشتهر من بينهم كثيرون في مختلف المجالات ومنهم ابن الأبار - وابن الغماز، وبنو عصفور، وبنو خلدون.

وكان سلوك الأمراء نحو السكان في جملته حسنا ولينا. فقد أسدى أغلبهم لهم كثيرا من الأعمال الطيبة، وأسقطوا عنهم الضرائب أكثر من مرة، وأنشأوا لفائدتهم كثيرا من المشاريع التي جلبت لهم الرفاهية، وعادت عليهم بالنفع العظيم، وازدهر بها العمران ومن ذلك

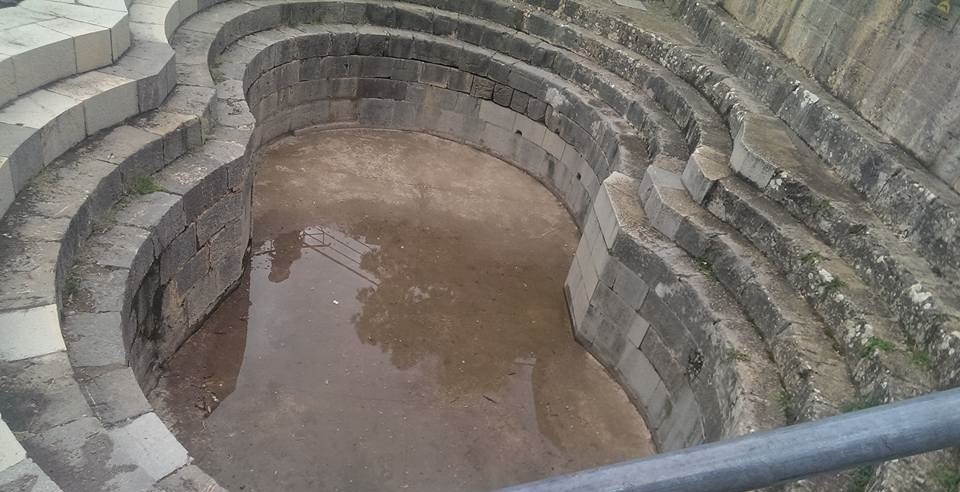
بركة ماء في جبل زغوان

- إحداث سقايا بالعاصمة وببعض المدن - ومنها سقاية شرقي جامع الزيتونة.
- إنشاء عدد كبير من الصهاريج والموارد السابلة؛ وحفر الابار، وتنظيم توزيع المياه بواسطة الخزانات.
- تشييد أو تجديد أو ترميم الاسوار والقناطر والحصون ومنها قنطرة وادي الفصل بهرقلة؛ وحصن بالعاصمة.
- إنشاء الأسواق والحمامات بالعاصمة، وبمدن سوسة والمنستير وصفاقس.
- بناء وترميم المدارس والجوامع والمساجد بالعاصمة وغيرها.
- إحداث عدة محارس في الثغور البحرية للمرابطة؛ وعدة زوايا في الطرقات لأبناء السبيل ومنها زاوية بعين الزميت بين تونس وباجة، وزاوية الفندق قبلي جبل زغوان، وزاوية قرباطة بين قفصة وتوزر.
- بناء عدة كتاتيب، وتشييد ميضاة بسوق العطارين حذو المكتبة الخلدونية.

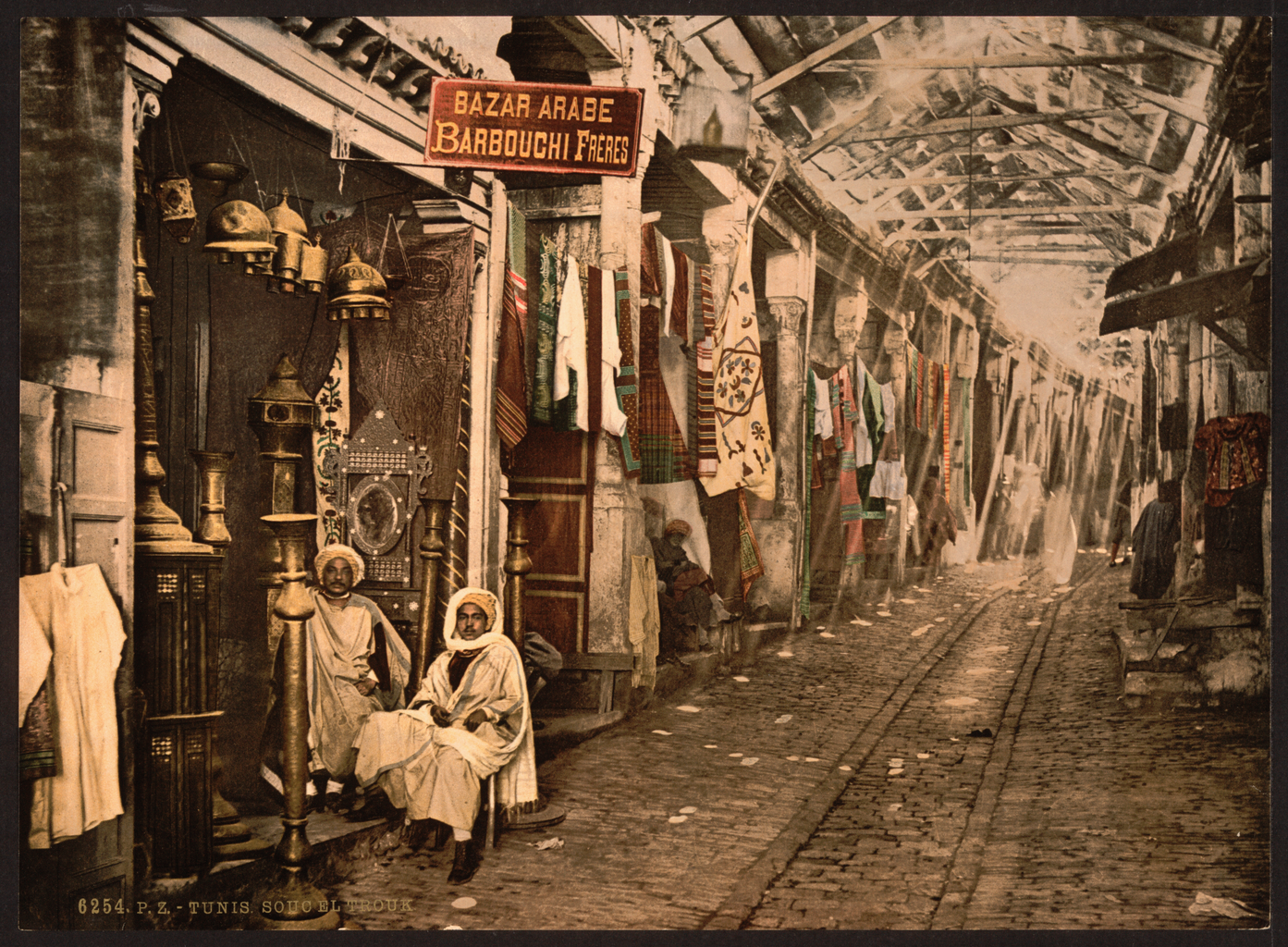
سوق الترك

وكان من نتائج انتشار العدل في مدة معلم الأمراء أن أقبل الناس على العمل، فنمت الثروة العامة، وارتفع مستوى العيش، وأينعت الحضارة بالعاصمة وبأغلب المدن، حيث كثر ترف السكان، وتأنقوا في الملابس والماعون والانية والمراكب وتعددت مظاهر الرقى. وتبعا لذلك، نشت حركة المباني نشاطا ملحوظا بيد أنها لم تكن واسعة النطاق. وبفضلها بلغ عدد المنازل بالعاصمة وحدها سبعة آلاف سنة 763 هـ - 1361 م. حسبما نقل عن ابن الشماع - وبلغ عددها عشرة الاف سنة 922 هـ - 1516 م حسبما نقل عن الزياتي (توفي 1055 هـ - 1645 م).
والملاحظ: أن أغلب تلك المساكن كانت صحية، وتشتمل على آبار ومواجل. وأدى اعتناء السكان بالنظافة إلى الإكثار من تشييد الحمامات، والتفنن في إتقان بنائها ونظافتها ومنها حمام الرميمي. وإثر قدوم مهاجري الأندلس الذين ساهموا في النهوض بالبلاد وترقيتها، وازدهار حضارتها، أصبح تأثر السكان شديدا بالفن المعماري الأندلسي في تصميمه ونقشه وتجليزه.
- أنشاً الأمراء قصورا مشتملة على بساتين أشهرها :قصر باردو، وبرج السلاسل بالمرسى، وقصر رأس الطابية، وقصر أبي فهر قرب أريانة الذي وصفه ابن خلدون في تاريخه بما يلي :[76]

ونضد كل طنف منها في دوحة، حتى لقد اغترس من السدر والطلح، والشجر البري، وسمى دوح هذه بالشعراء، واتخذ وسطها البساتين والرياضات؛ بالمصانع والحدائق، وشجر النّور والنزه من الليم والنارنج والسرو والريحان، وشجر الياسمين والخيري والنيلوفر وأمثاله.
وجعل وسط الرياض روضا فسيح الساحة، وصنع فيه للماء حائزا من عداد البحورن جلب إليه الماء في القناة القديمة التى كانت ما بين عيون زغوان وقرطاجنة. متى تنبعث من فوهة عظيمة إلى صهريج عميق المهوى، رصيف البناء، متباعد الأقطار، مربع الفناء، مجلل بالكلس، فيفهق حوضه، وتضطرب أمواجه، تطرقه الحضايا عن السعي بشاطئه لبعد مداه، فيركبن في الجواري المنشئات ثبجهن فيتبارى بهن تباري الفتح.
ومثلت بطرفي هذا المهريج قبتان متقابلتان كبرا وصغرا على أعمدة المرمر، مشيدة جوانبها بالرخام المنجد، ورفعت سقفها من الخشب المقدر بالصنائع المحكمة: والاشكال المنمقة، غلى ما اشتمل عليه هذا الرياض من المقاصير والأواوين والحوائز والقصور، غُرفا من فوقها غرف تجري من تحتها الأنهار.
وتبعا لما سبق؛ نضيف أمورا تتعاق بالعاصمة، وببعض المدن، وبجزيرتي قرقنة وجربة، من ذلك أن غالب سكان مديئة تونس كانت لهم بضواحيها حدائق جميلة وبساتين يانعة؛ يخرجون إليها بعيالهم، زمن الصيف والخريف. وكانت عندهم مدة عيدي الفطر والأضحى خمسة عشر يوما، تغلق أثناءها الأسواق، ويستعملون فيها أنواعا كثيرة من الأطعمة الفاخرة، والحلويات اللذيذة ومنها المقروض. واعتادوا أكل الدجاج والدويدة في التاسع من شهر محرم، والتوسع في النفقة من أطعمة وفواكه في العاشر منه، أي يوم عاشوراء، الذي كانوا يخرجون فيه زكاتهم. وكانوا يحتفلون بالمولد النبوي الشريف، ويتناولون الأطعمة الفاخرة أثناءه، ويحيون ليلته بتلاوة الأشعار والأناشيد في مدح الرسول صلى الله عليه وسلم، ويعظمون ليالي النصف من رجب والسابع والعشرين منه، والنصف من شعبان، وكذلك شهر رمضان حيث يتلون ختم القرآن الكريم في لياليه في غالب الجوامع والمساجد

### وصف حال في مدنها
- سارت مدينة القيروان في طريق البؤس، بعد أن فارقها أكثر أبنائها وأصيح أكثر سكانها من الفلاحين البدو الذين لجأوا اليها. ثم رجع اليها بعض أبنائها، ولكنها ظلت على بؤسها، وجار الأمراء عليها، فانشقت. وجعلت منها فرقة الشابية عندما كان يتزعمها الشيخ عرفة مركزا دينيا وسياسيا نشيطا، وتمكن أتباعها من الانتصار على الأمير الثاني والعشرين (الحسن بن محمد)، وبقوا على انشقاقهم إلى أن حوربوا وهزموا وفروا. وإثر ذلك أخذت تضمد أجراحها، وأخذ

عدد سكانها في الزيادة.

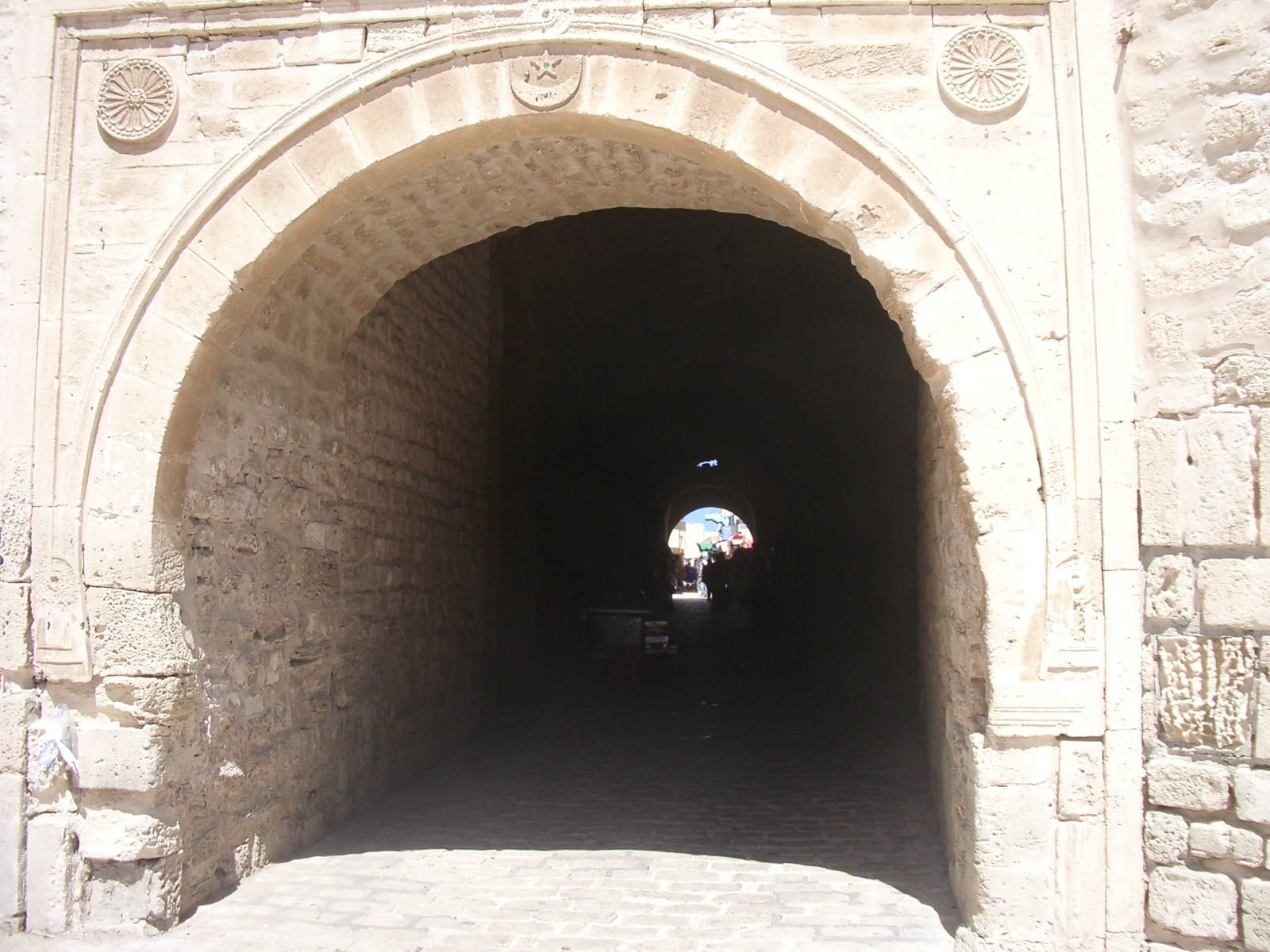
باب السقيفة الكحلاء في المهدية

- في المقابل كانت مدينة المهدية كانت محظوظة، إذ كان ولاتها يختارون في الغالب من بين أبناء الأمراء. وكانت الحياة بها مزدهرة بفضل نشاط القرصنة المستمر الصادر عنها، الذي أدى إلى مهاجمتها مرارا من طرف عدة مغيرين، فقاومت حصب استطاعتها. وعندما احتلها الاسبان عاثوا فيها فسادا وقتلا وتخريبا، وأحرقوا أكثر معالمها_الأثرية ومن بينها جامع عبيد الله المهدي. فقد هدموه، وقتلوا وأحرقوا من كان فيه من المرابطين وردموهم حسبها شهدت بذلك الجماجم والعظام التي وقع العثور عليها أخيراء أثناء القيام بتجديد بنائه. ومن جراء ذلك الاحتلال قاسى أهلها الأمرين إلى أن تخلصت البلاد من الاسبان فنهضت من كبوتها.
- مدينة بنزرت كانت أحوالها راكدة، على الرغم من نزول بعض مهاجري الأندلس بها وبناء ضاحيتهم فيها. واتخذتها حملة فرنسية جنوية هدفا، ولكنها لم تنجح وعجزت على الاستيلاء عليها. وكانت معقلا للقراصنة ونقطة انطلاق نحو صقلية وإيطاليا. وتجمع بها في وقت ما عشرون ألف أسير نصراني. وخضعت لخير الدين باربروس، ثم احتلها الاسبان ووضعوا حامية بها، وخربوا حصونها، ثم أعادوا بناءها، وشيدوا قلعة أسموها قلعة إسبانيا ونال السكان منهم ما نال غيرهم من العسف والظلم والطغيان، إلى أن انتصر الاتراك، فأخذت بلادهم تضمد أجراحها.

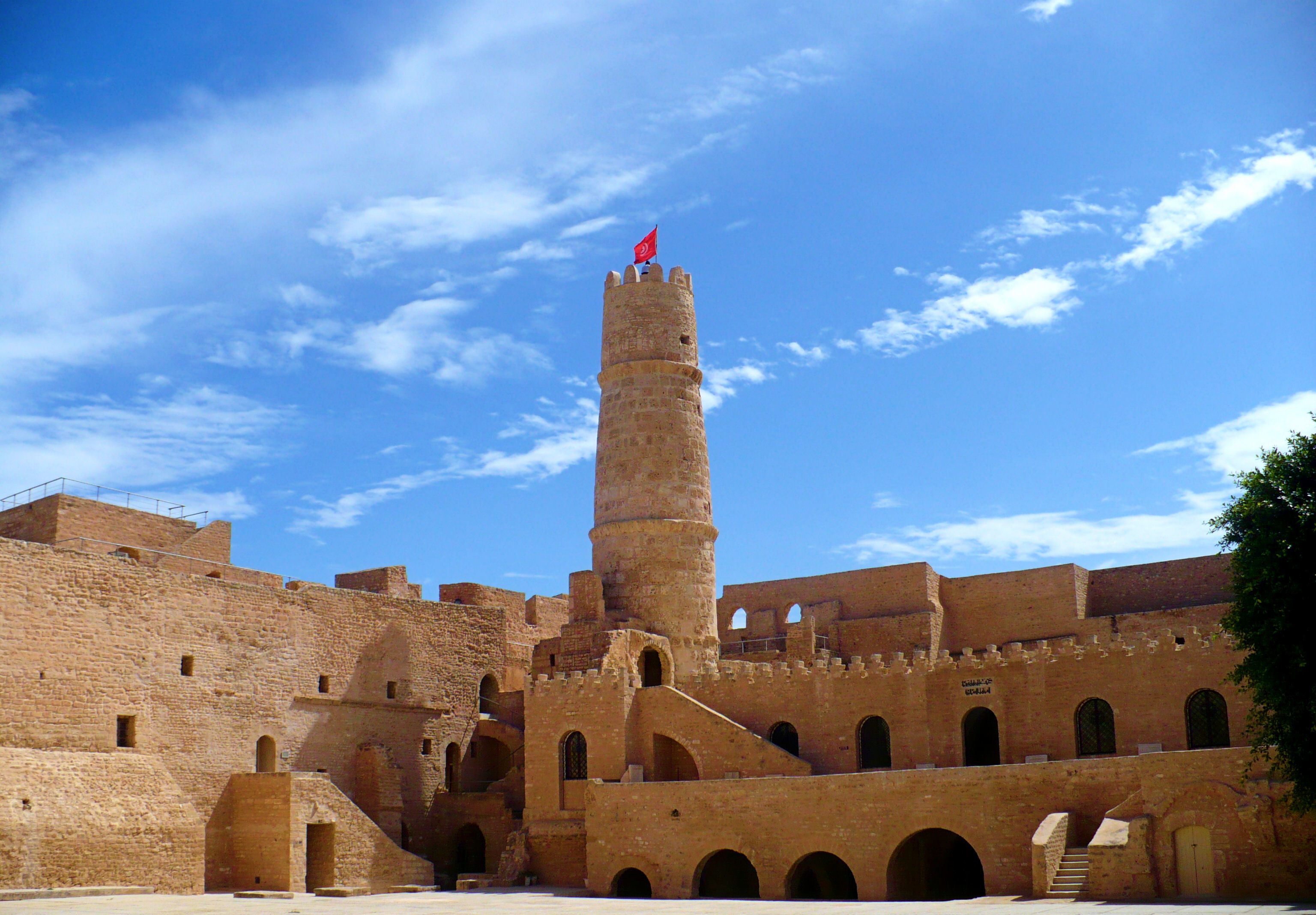
رباط المنستير

- مدينة المنستير انتقصت أهديتها بانتقال مركز الحكم من المهدية إلى تونس. ورغم ذلك كانت للأمراء عناية خاصة بها، وشوق عظيم لزيارتها. واهتموا بشأنها، فأدخلوا بعض التحسينات على رباطها، ورمموا سورها، وبنوا باب الدرب فيه، وشيدوا بعض المساجد بها. ولم يفلت سكانها من عسف وظلم وطغيان الاسبان عندما احتلوها.
- مدينة سوسة امتازت بأن كان ولاتها من العاثلة الحفصية المالكة. وكانت الحياة بها نشيطة، إذ انتشرت بها الثقافة وانتعش الأدب، وتعددت ديار النزهة على شاطئها، وارتقت المناعة، وانتظام أمر التجارة، وأينع الاقتصاد، ونمت صادراتها إلى بلدان البحر الأبيض المتوسط وبذلك كله استعادت زهرتهان وبلغت قمة مجدها. وقد زارها الرحالة أبومحمد عبد الله بن محمد بن احمد التجاني، وتحدث في رحلته عنها قليلا، وعن أدبائها كثيرا، وأثبت أن الثباب الرفيعة تصنع بها، وأن المسافرين يقصدونها من الافاق. وانشقت أيضا. ولم ينج سكانها من عسف وظلم وطغيان الاسبان عندما احتلوها.
- مدينة صفاقس كانت مركزا اقتصاديا له شأنه. وكانت مرفاً هاما يصدر منه الزيت. واشتهرت بصاعة النسج. وكان السمك وسيلة من وسائل ارتزاق أهلها. واحتلها الاسبان فلم يفلت أهلها من عسفهم وظلمهم وطغيانهم.
- مدينة قابس وصفها الرحالة التجاني في رحلته بأن مظاهر الانحطاط كانت بارزة بها، وأن أحوالها كانت سيئة.
- مدينة توزر امتاز أهلها بالتمرد. وكثيرا ما أجبروا الأمراء على امتشاق الحسام لردهم إلى طاعتهم. وكثيرا ما اختل أمنها بما كان ينشب بين أهلها والقبائل المجاورة لها من قتال.
- جزيرة قرقنة أضاعت بعض ما كانت عليه من الخصب، تبعا لضعف موارد أبنائها إذ لم يتمكنوا من نفع الدولة بمواهبهم في ميدان الأسطول. وقد هاجمها الأعداء - ومنهم الصقليون - ثلاث مرات، فقاسى أبناؤها من جراء ذلك الأمرين. ثم احتلها الاسبان، واضطهدوا أبناءها إلى أن انتصر عليهم الأتراك؛ وأصبحت البلاد تحت الحكم العثماني.جامع الترك في وسط حومة السوق، في جزيرة جربة

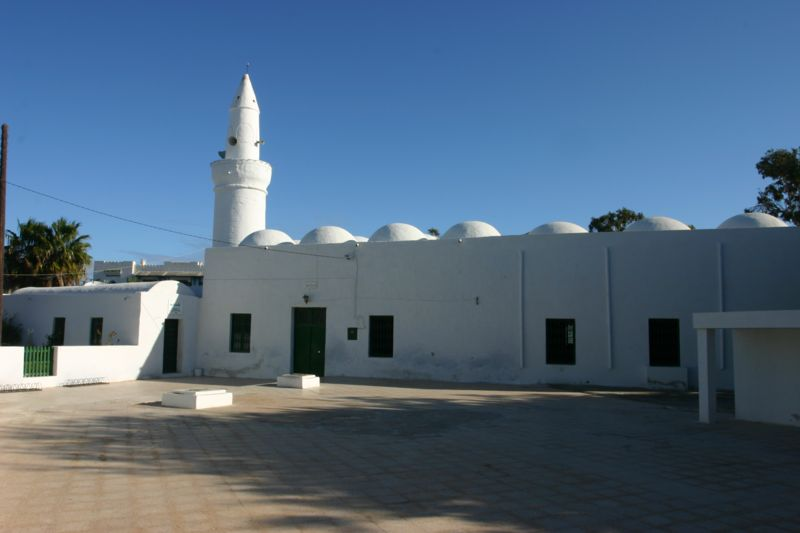
جامع الترك في وسط حومة السوق، في جزيرة جربة

- جزيرة جربة كانت، في المدة الأولى من هذا العهد، تحت سلطة الدولة الحفصية، يتداول على تسيير شؤونها ولاة من قبلها. ثم جدت بها حوادث كثيرة، حكمها الاسبان التي بقيت آثارهم بها، وأضيف إليها أثرا آخر للأتراك، وهو جامع ذو منارة مستديرة الشكل لا يزال قائم الذات بحومة السوق؛ وبيعرف بجامع الاتراك.

## المرأة
نهضت المرأة عما كانت عليه وأصبح حظها موفورا، ويرجع ففل النهوض بشأنها إلى الأميرات الحفصيات، اللائي كان لهن الحظ الأوفر والسعي الأكبر في تشييد المدارس، التي انتشر يسببها التعليم للبنين والبنات، وراجت سوق العلم والأدب. ومنها:
- مدرسة التوفيق - التي لا تزال موجودة بحي معقل الزعيم بتونس. وكانت أول مدرسة مستقلة؛ أسستها على نفقتها الأميرة عطف زوجة أبي زكرياء يحي مؤسس الدولة. وقد رصع ذكراها محمد الشاذلي خزندار بقوله:

- المدرسة العنيفة - التي لا تزال قائمة بنهج عنق الجمل بتونس. وقد أسستها على نفقتها الأميرة فاطمة شقيقة الأمير الحادي عشر أبي بكر بن أبي زكرياء.

وقد تعزز جانب هاتين المدرستين بمدارس أخرى أسسها الأمراء، وقامت جميعها بأكبر قسط في تكوين طلبتها تكوينا جامعيا.
وبالإضافة إلى ذلك فقد ساعد على ترقية مستوى الحياة العائلية في أوساط الأمراء وأقاربهم، وفي أوساط الذين كانت لهم صلة بهم: أمهات وزوجات أكثر الأمراء اللائي كن نصرانيات وجلبن معهن كثيرا من التقاليد الطيبة، وأساليب العيش والتربية والتهذيب، ودخلن في الإسلام عن طيب نفس، وأبدلن أسماءهن، ومن بينهن والدة الأمير التاسع عشر أبي عمر عثمان التي كان اسمها مارية فصار مريم.
يضاف إليهن عائلات أخوال ذلك الأمير، وهم نصارى وفدوا عليه لتهنئته بتقلد الامارة فأنزلهم بالعاصمة بمساكن عرف باب حومتها باسم باب العلوج، ولا يزال معروفا بذلك إلى اليوم.
وفضلا عن تلك العوامل فان التونسيات تعلمن عن نساء مهاجري الأندلس تدبير الشؤون المنزلية، وكيفية إعداد الكثير من الأطعمة، وضع أصناف عديدة من الحلويات، ونقلن عنهن كثيرا من التقاليد والصناعات، وأساليب تربية الأبناء.
وتمخص عما تقدم، وعن تعدد المعاهد التي بفضلها عمت المعرفة، وازدهرت الثقافة: الاهتمام بتعليم البنات تعليما منزليا وصناعيا، وبفضله انتشرت مدارس عرفت باسم دار المعلمة بالعاصمة وعدة مدن. وكانت تقع بالمنازل حيث تقوم صاحباتها بدور المعلمات، فتتولين في جملتهن تلقين البنات اللائي تترددن عليها نصيبا من القرآن الكريم» ن والمبادئ الدينية، وتدرييهن على الشؤون المنزلية وعلى مختلف الصناعات منها: الغزل والتشبيك والفصالة والخياطة والتطريز.
وبفضل ذلك تطورت الحياة العائلية. ولابدع، فعند المرأة التونسية المرونة والاستعداد للتطور ونشره ما ليس عند غيرها. لكن ذلك لم يؤد بنساء العاصمة والمدن إلى السفور.إذ كنّ يلازمن الديار، ولا يبارحنها إلا بحجاب، وصحبة محرم غير متبرجات. أما نساء البادية فكن يخرجن سافرات.
ويضاف إلى ذلك التطور الباع المديد الذي اكتسبته المرأة في ميدان الأدب. ومن دلائله أن أحد رجالات ذلك العهد وهو الرحالة التيجاني أثبت في رحلته قوله: «إن لأهل تونس في الأدب باعا مديدا، فلم يكن منهم من لا يقول الشعر حتى النساء والصبيان»
وأنتج جميع ذلك ظهور بعض النساء، اقترنت حياتهن بجلائل الأعمال، فكن أفذاذا، وعظمت شهرتهن لقلة عددهن - ومن بينهن:
1. خديجة المعافري - وتعرف باسم خدوج الرصفية، نسبة إلى مكان قرب المهدية يعرف اليوم بالشابة. وقد اشتهرت بأدبها وفصاحتها، ورقة شعرهاء وبترسلها المماثل لترسل حذاق المترسلين.ومن نوادر شعرها : ما جادت به قريحتها إثر تكدير صفو حب ربط بينها، وبين شاب شاعر ظريف يدعى أبو مروان عبد الملك بن زيادة الله، بعد أن افتضح أمرها، وذاع خبره، واشتدت الغيرة بوليها، أخيها الأكبر، متأثرا بأقوال بعض الوشاة، فلم يقبل لأبي مروان طلبه يد خديجة وأبعده.
2. السيدة المنوبية عائشة بنت عمران بن الحاج سليمان. ولدت قرابة سنة 589 هـ - 1193 م. بقرية منوبة من أحواز العاصمة بالناحية الغربية. نشأت هنالك، وحفظت القرآن الكريم. ثم التحقت بالعاصمة حيث أخذت تشتغل بخدمة الصوف وغزله، وتنفق ما تتحصل عليه من ذلك في معاشها وفي التصدق. اتصلت بالشيخ أبي الحسن الشاذلي وتلقت عنه الطريقة الشاذلية. واشتهرت بالعبادة والصلاح والزهد. توفيت سنة 665 هـ - 1266 م. ودفنت بجبل الزهور، بالحي المعروف الآن باسمها حيث توحد زاويتها - وذلك في فترة حكم الأمير الحفصي الثاني محمد المستنمر بالله. روي أنها ختمت في حياتها القرآن الكريم 1520 مرة، وأن آخر ما سمع منها عند احتضارها قوله تعالى: ﴿إِنَّ اللَّهَ مَعَ الَّذِينَ اتَّقَوْا وَالَّذِينَ هُمْ مُحْسِنُونَ ۝١٢٨﴾ [النحل:128]

## البريد والصحة والأمن
لم تتحدين حالة البريد عن ذي قبل: بل بقي شأنه ضعيفا وأمره مضطربا. واقتصر الأمراء على توجيه بريدهم بواسطة السعاة المشاة، أعوان البريد الرسمي، وهم رجال خفاف تعودوا الجري والصبر. يمتطون خيولا ممرنة عند الاستعجال، ويحملون البريد في حقائب أو أكياس من جلد لتسليمه إلى المرسل إليه.
وبجانب ذلك يوجد البريد الحر، الذي يتولى أمره أصحاب قوافل التجارة، ويحمل الرسائل الخصوصية والمتاع والاموال وغيرها.
وفى ميدان الصحة: كانت توجد عدة مرستانات بالعاصمة وبالمدن الكبرى كالقيروان وسوسة وصطفاقس وذلك منذ عهد الدولة الأغلبية. ومن المحتمل أن مرستان سوسة كان يحتل المحل الذي لا يزال معروفا بهذا الاسم في حي بين الفهاوي. وبصرف النظار عن المحل، فان مرستان سوسة قد أعد لمعالجة عموم المرضى في العهد الحفصين، أما مرستان العاصمة، فالظاهر أنه اندثر بدليل أن المؤرخين يعتبرون المرستان الذي شيد بها في هذا العهد هو أول مستشفى.
وكان عدد الأطباء كبيرا. وقد تخرجوا من المدرسة الصقلية والمدرسة الأندلسية. وكان لهم أمين لدى البلاط كثيرا ما استدعي من طرف ملوك فرنسا ليعالج مرضاهم
أما الأمن، فكان يسهر على نظامه مأمور. وكانت مهامه بالعاصمة منوطة بعهدة مشائخ الأرباض، ليقوموا على خفارة المدينة ليلا بعد أن تغلق أبوابها، تعاونهم جماعات من السكان تتناوب العدل فيما بينها.
وكان أمره خارج العاصمة منوطا بعهدة الولاة والعمال الذين يعتمدون على مشائخ البلدان ورؤساء القبائل. أما سواحل البلاد، فلها حراس يبلغ عددهم عشرة آلاف.
وكان للأسواق أينها وجدت، أي بالعاصمة أو خارجها، حراس يتولون غلق أبوابها، ويسهرون على البضاعة الموجودة بها.
ومن دلائل انتشار الأمن بالبلاد ما حوته تعليمات كتابية، مؤرخة في سنة 850 هـ - 1446 م. أعطتها بلدية فيورنزا الايطالية إلى مبعوث أرسلته إلى الأمير التاسع عشر أبي عمرو وعثمان ليتوسل اليه كي يرجع اليها أسيرين وقع القبض عليها عندما شاركا في غارة من غارات القراصنة.
وجاء في تلك التعليمات ما يلي: «.. واذكر لحضرة الملك، بأن فيورنزة تعلم - منذ عهد بعيد عن طريق تجارها - إنصافه وحلمه الواسع، وأن المسافرين والتجار يلقون في بلاده من الأمن ما يجعل المسافر يعبر المناطق البعيدة عن الحضارة والصحاري، دون أن يهدده أي خطر، ولو كان يحمل الذهب والحجارة الكريمة»

## الاقتصاد
تشمل الحياة الاقتصادية ميادين الصناعة، والفلاحة والتجارة. ففي الميدان الأول انتشرت الصناعات بالعاصمة وبمختلف المدن ومنها صناعة الصوف أي حياكته، وصبغه وصنع اللفة، والبسط، والشواشي، وناعة الجلد أي دبغه؛ ونقشه، وزخرفته، وصنع البلغة، والشبرلة، والسروج. وصناعةعصر الزيتون، وصنع الصابون. وصناعة الحلفاء أي ضفرها، وصنع الشوامي والسلال، وصناعة الخشب أي اللوح؛ ونقشه وصنع الاثاث، وصناعة البناء؛ ونقش الحجر، وصناعات العطورات والشمع والزجاج والفخار والحديد والغرابيل، وصياغة الذهب والفضة، وصناعة الجليز التي تقدمت باحداث تزويقات فيه، وصناعة الثياب الرفيعة التي اشتهرت بها مدينة سوسة.

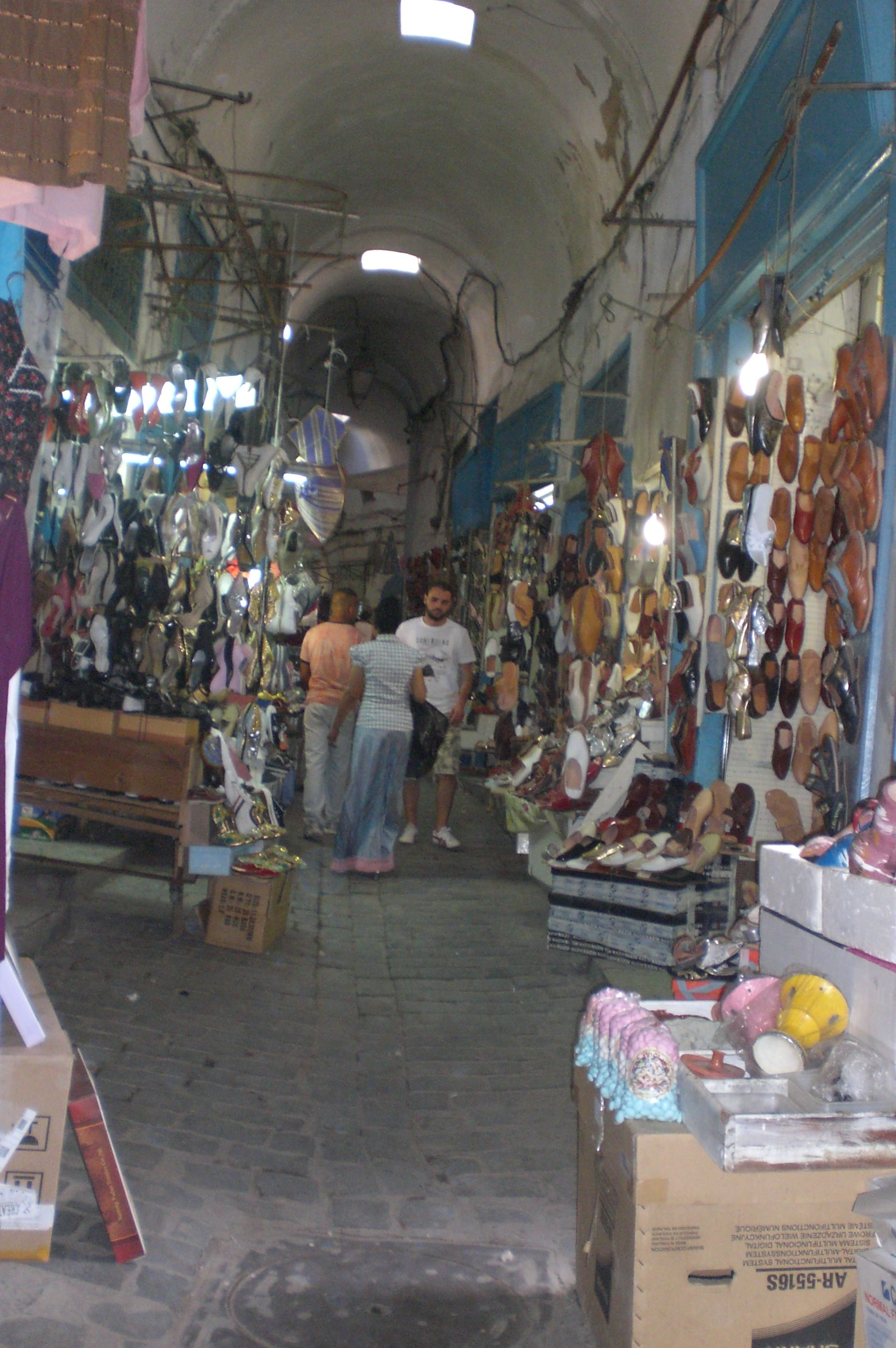
سوق البلاغجية

ونتيجة للاهتدام بشأنها جادت المصنوعات ودقت وراجت، بالرغم من طابعها التقليدي؛ إذ هي في معظمها يدوية ومعتمدة على منتوجات البلاد الطبيعية. وقد أحدثت لها الأسواق، ومنها بالعاصة سوق الحدادين وسوق صانعي السلال، بالإضافة إلى الاسواق الأخرى التي لا تزال موجودة ومحتفظة بأسمائها إلى الآن ومنها أسواق الشاشية واللفة، والدباغين، والبلغجية، والغرابلية، والسراجين، والنحاس.
في ميدان الفلاحة، عُني الأمراء بانشاء البساتين اليانعة حول قصورهم الأنيقة التي سبق الكلام عنها. وأحدث السكان الأجنة الجميلة بمنتزهاتهم، حول العاصمة. وأقبل سكان الأرياف على الفلاحة، وعنوا بأمرها، فارتقت وتقدمت، على الرغم من حوادث الشغب، ومن تعدد الثورات. ومن ذلك غراسة الزياتين، وزراعة الحبوب، وتربية المواشي (الإبل والغنم والبقر) واستثمار النحل لإنتاج العسل والشمع، وتربية الدواجن بأنواعها. وازدهر الصيد البحري حيث استُثمر بصفة منظمة بالتعاون مع شركات أجنبية ومن ذلك صيد التن: واستغلال المرجان والاسفنج.

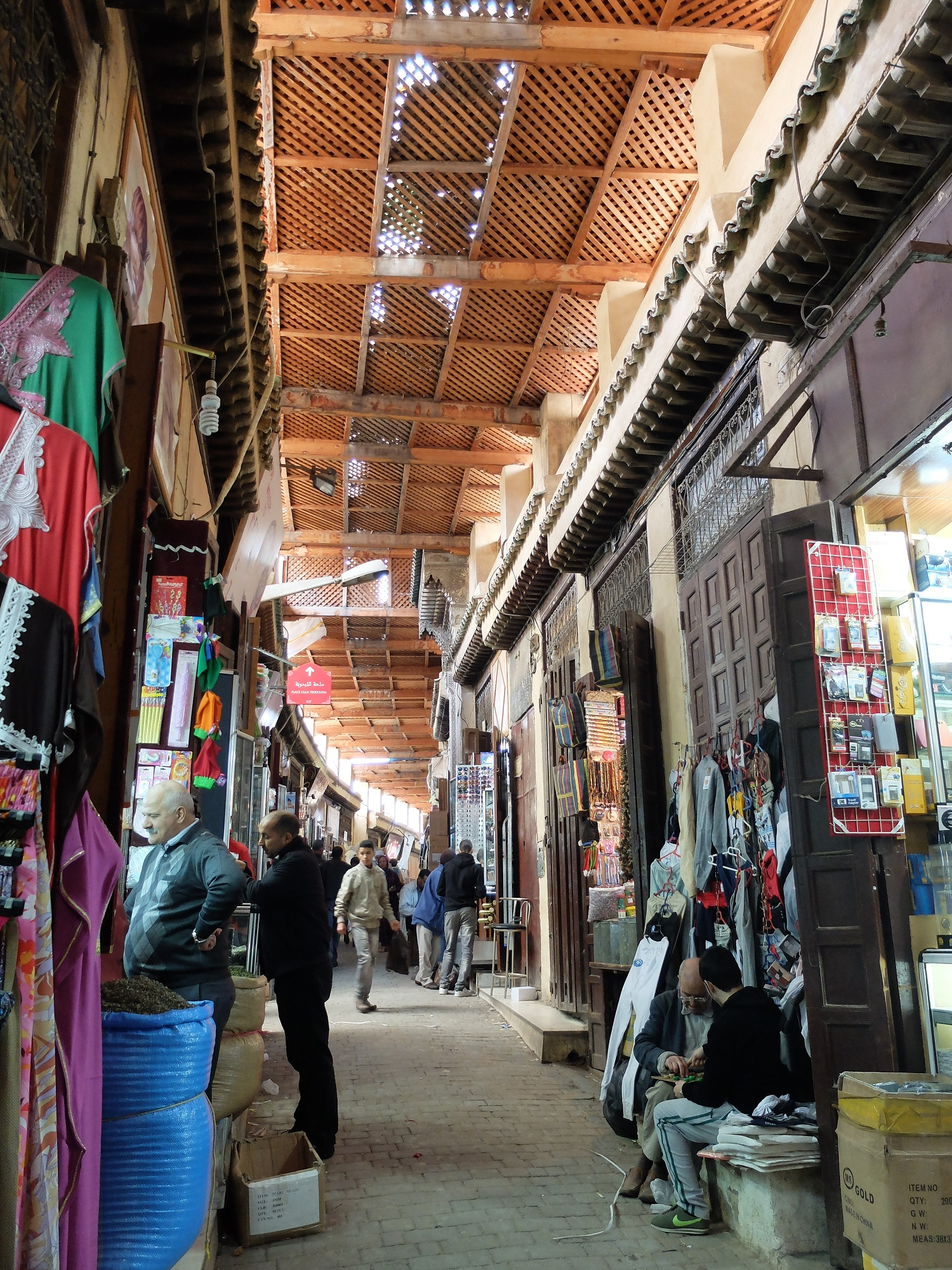
سوق العطارين

أما التجارة فقد اشتد اهتمام الأمراء بشأنها، وبذلوا مجهودات لترقيتها. إذ عملوا على ترويج منتوجات البلاد في الداخل بتنظايم أسواق خاصة للحيوانات. منها بالعاصمة رحبة الغنم، وبطحاء الخيل. وباحداث أسواق بتونس للزيت، وللخضر، وللحبوب، وللنحاس. وبتشييد أسواق حول جامع الزيتونة ومنها سوق الشماعين، وسوق القماش؛ وسوق العطارين الذي بلغ عدد دكاكينه السبعماثة. وكانت الأسواق التجارية بالبلاد نوعين: يومية وأسبوعية.
وبالإضافة إلى ذلك. نظام الأمراء التجارة الخارجية؛ في البر بواسعة القوافل، وفي البحر بواسطة الأسطول التجاري الذي جددوه. وعقدوا المعاهدات التجارية مع دول كثيرة. وكان يسبق عقدها تفاوضٌ لا يبعد كثيرا عن الدفاوضات التي تجري في عهدنا الحاضر بهذا الشأن. وبفضل تلك المعاهدات، التي كانت بعض الدول المتعاقدة تتمتع بمقتضاها بمعاملات خاصة، أخذت التجارة بأسباب الرقي، وأصبح اتصال تونس بأرووبا مستمرا، وتوطدت العلاقات التجارية بالخصوص مع فرنسا والأندلس وصقلية وجنوة والبندقية. وكان التجار الأجانب يأتون للمعاملات التجارية، فيجدون من تجار نونس عونا على صثقاتهم الرابحة.
ونتيجة لما تقدم. وبفضل موقع البلاد الجغرافي الذي جعلها ملتقى للقوافل البحرية، وجلب إلى موانيها كثيرا من القراصنة انتشر بسببهم فداء الأسرى وبيع العلوج بالعاصمة في سوق البركة المعد اليوم للصياغة، ازدهرت التجارة، وعادت المعاليم المستخلصة من طرف مراكز الجمرك على الصادرات والواردات بالخير العميم على خرينة الدولة، فضلا عن الغنائم والسبايا التي تنجر للأمراء من القرصنة مقابل رعايتهم للقراصنة.
والملاحظ أن القوافل التجارية البحرية أصبحت وسيلة لتعريف القارة الأوروبية بالحضارة الشرقية، فضلا عن قيامها ينقل البضائع. وأن المعاليم المشار اليها كانت تبلغ العشر من ثمن البضائع، إلا أن بعض الدول كانت تعامل معاملة خاصة بمقتضى المعاهدات المعقودة معها. يضاف إلى ذلك أن جالياتها بتونس كان لها نواب في مراكز الجمرك يعرفون بالشهود أو بالمحاسبين.
من صادرات البلاد الجلود، والصوف، وبعض المنسوجات، والحبوب، والزيت، والتمر، والعسل، والشمع، والتن، والإسفنج، والمرجان، والملح؛ ومعدن الرصاص: والبوتاس، وبعض الأسلحة. ومن وارداتها الذهب، والفضة، والأسلحة، والخشب، والورق، وأنواع من الأقمشة، والحجارة الكريمة.
وقد ساعد على رقي التجارة وبلوغها إلى تلك الدرجة، الاتصال المباشر، المنجر عن إقامة التجار الأجانب بالعاصمة حيث تمكنوا من تنظيم شؤونهم التجارية، وتعلموا طرق المعاملات، في جو من الثقة المتبادلة كان يسود علائقهم بالتجار التونسيين، زيادة عن وجود شركات منظمة لتبديل العملة وتسعيرها، ومؤسسات للقروض وتوزيع الأرباح وضمان البضائع.

## الدين
الدولة الحفصية هي دوله تفرعت عن الدولة الموحدية، المنبثقة عن حركة دينية؛ بنيت على تعاليم إصلاحية استمسك بها الأمراء الحفصيون. وقد أخذت تلك التعاليم من تعاليم حجة الإسلام الامام الغزالي السنية الاصلاحية، التي تعتمد على القواعد الدينية السلفية المحافظة. ومنها: التشدد في الدين، وفي العقاب على البذاءة ومقاومة البدع.
ولم ينفر السكان من تلك التعاليم، لأنها لا تتنافى مع المذهب المالكي الذي يعتنقونه. وبذلك استطاع الأمراء الحفصيون أن يقروا هذا المذهب إقرارا نهائيا في البلاد. واستطاع رجال الدين أن يوفقوا بين العلم والعمل، وأن يجعلوا الدين الإسلامي متماشيا مع ظروف الحياة المتطورة، وفي خدمة رفاهية الفرد والمجموعة البشرية التي تعتنقه.
أما المذهب الحنفي، فكان يعتنقه حنفي وحيد بالبلاد وهو أبو عبد الله محمد بن إبراهيم بن عثمان الزناتي حسبما أثبته أبو محمد عبد الله بن محمد التجاني في رحلته.
هذا ويضاف إلى استمساك الأمراء الحفصيين بتلك التعاليم، احتفاظهم باجلال الامام المهدي ابن تومرت، الذي كان دعا اليها؛ واتخذها شعارا للدولة الموحدية التي أعلى تأسيسها، وباحترام خلفائه. من ذلك، أن أئمة امدساجد في عهدهم حافظوا في الخطب الجمعية على الترضية عليه، والثناء على دعوته وأن الأمراء حافظوا على نقش اسمه، مع أسماء الخلفاء الموحدين الذين تداولوا على الحكم بعده، في مصكوكاتهم.
وتبعا لذلك، اهتم السكان، بتشجيع من الأمراء، بالأعياد والمواسم الدينية، وبشهر رمضان المعظم، وبالمولد النبوي الشريف، وأصبحوا يحتفون بها، ويحيون ذكراها، ويقيمون الاحتفلات الشيقة بمناسباتها. واشتد الاقبال على تعلم الفقه وما إليه من علوم الدين، وعلى تأسيس الكتاتيب والمدارس. وعظمت العناية بتشييد الجوامع والمساجد بدافع ديني - ومن ذلك :

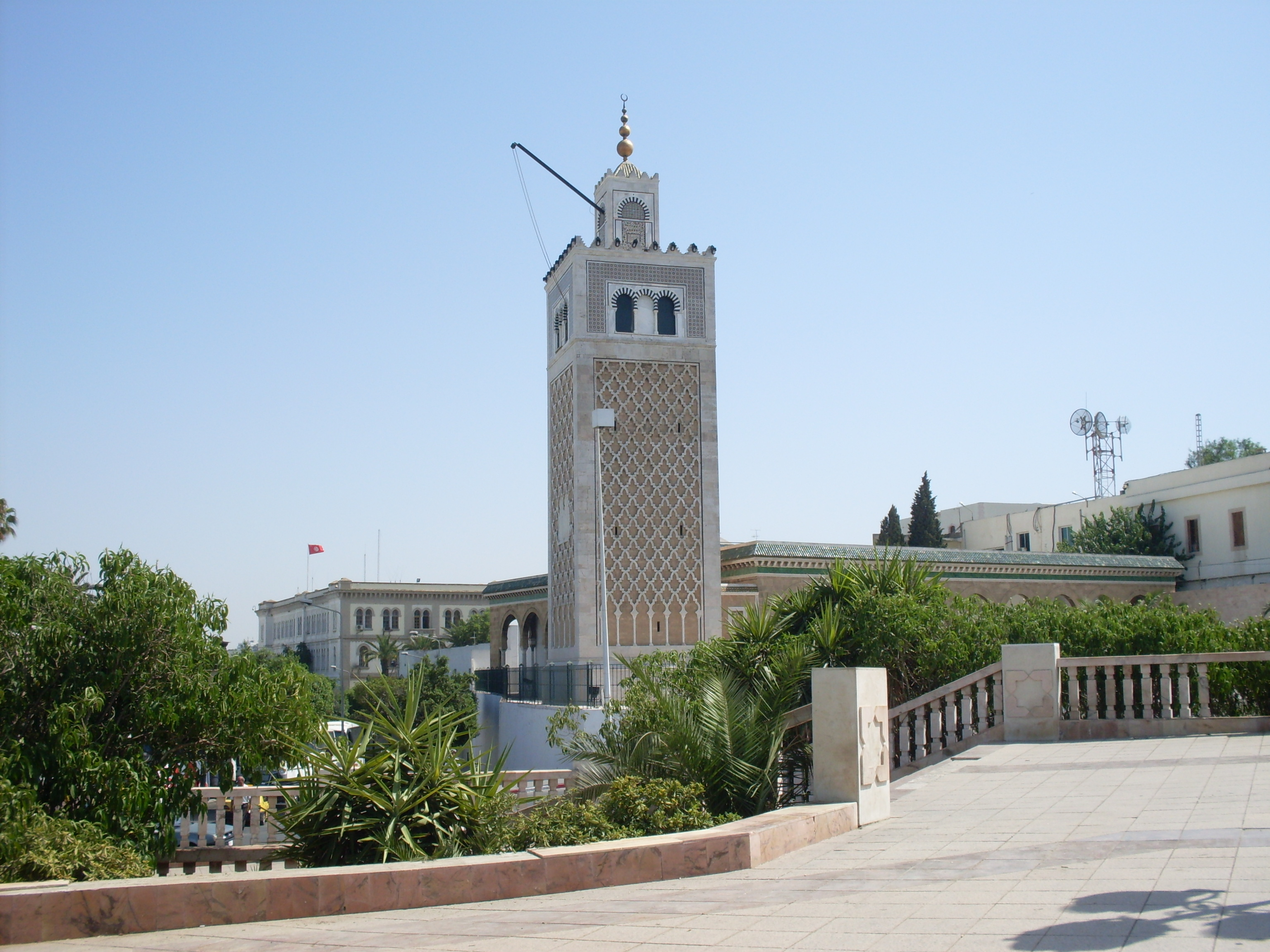
جامع القصبة

1. جامع القصبة بتونس[84] - ويمتاز بالمقربص الجبسي الموجود تحت قبة محرابه. وبزخرفة صومعته من الخارج زخرفة تسطيرية، أي ذات تساطير ناتئة، فضلا عن كونها أجمل وأفخم وأبهى صوامع العاصمة، وعن كونها مربعة الشكل وتناطح الأفلاك بارتفاعها. وقد ابتناه الأمير أبو زكرياء يحي قبل تأسيسه للدولة الحمصية، أي عندما كان واليا، ونقش اسمه على صومعته، ودشنها بنفسه إثر تمامها، إذ أذن فيها لصلاة صبح سابع رمضان سنة 633 هـ - يونيو سنة 1235 م. ونظرا لارتفاع موقع هذا الجامع الذي هو أعلى بقعة بالعاصمة، وارتفاع صومعته، اختير فيما بعد لنشر علم أبيض فوق صومعته ينبه بقية جوامع العاصمة ومساجدها بدخول وقت الصلاة. ولا يزال هذا الجامع قائم الذات بصومعته، وأصبح تحفة رائعة بفضل الاصلاحات الجوهرية التي أجريت عليه في السنوات الأخيرة.جامع الهواء

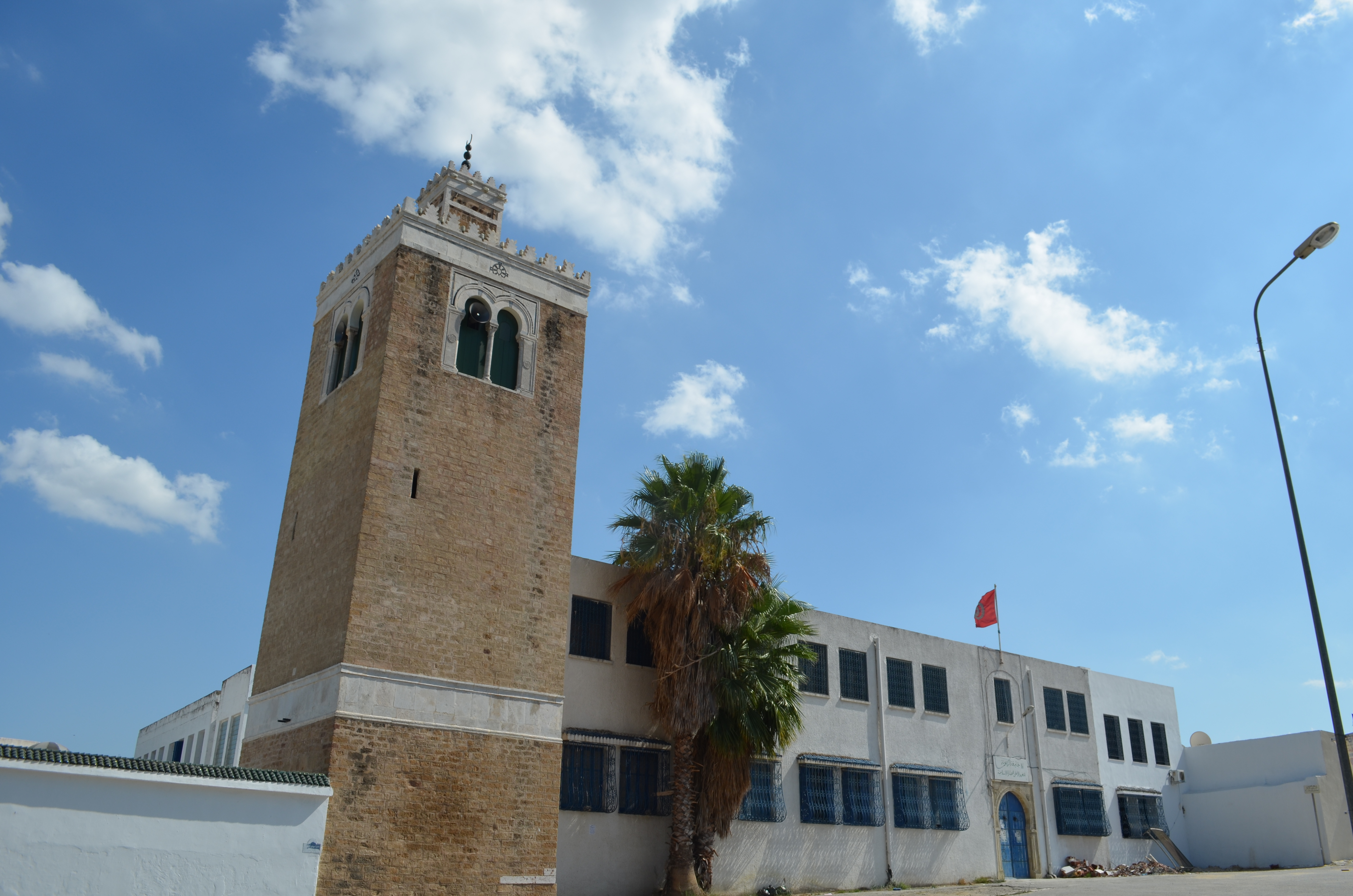
جامع الهواء

2. جامع التوفيق أو جامع_الهواء بتونس[85] - وهو لا يزال موجودا في ساحة معقل الزعيم. وقد قلد على جامع الزيتونة في الجملة والتفصيلن الا أن قبته جاءت مشوهة. وهو من مآثر الأميرة الأميرة عَطْف[86] زوجة الأمير أبي زكرياء يحي، أسسته في مدة إمارة ابنها الأمير الثاني محمد المستنصر بالله سنة 650 هـ - 1252 م.جامع الحلق

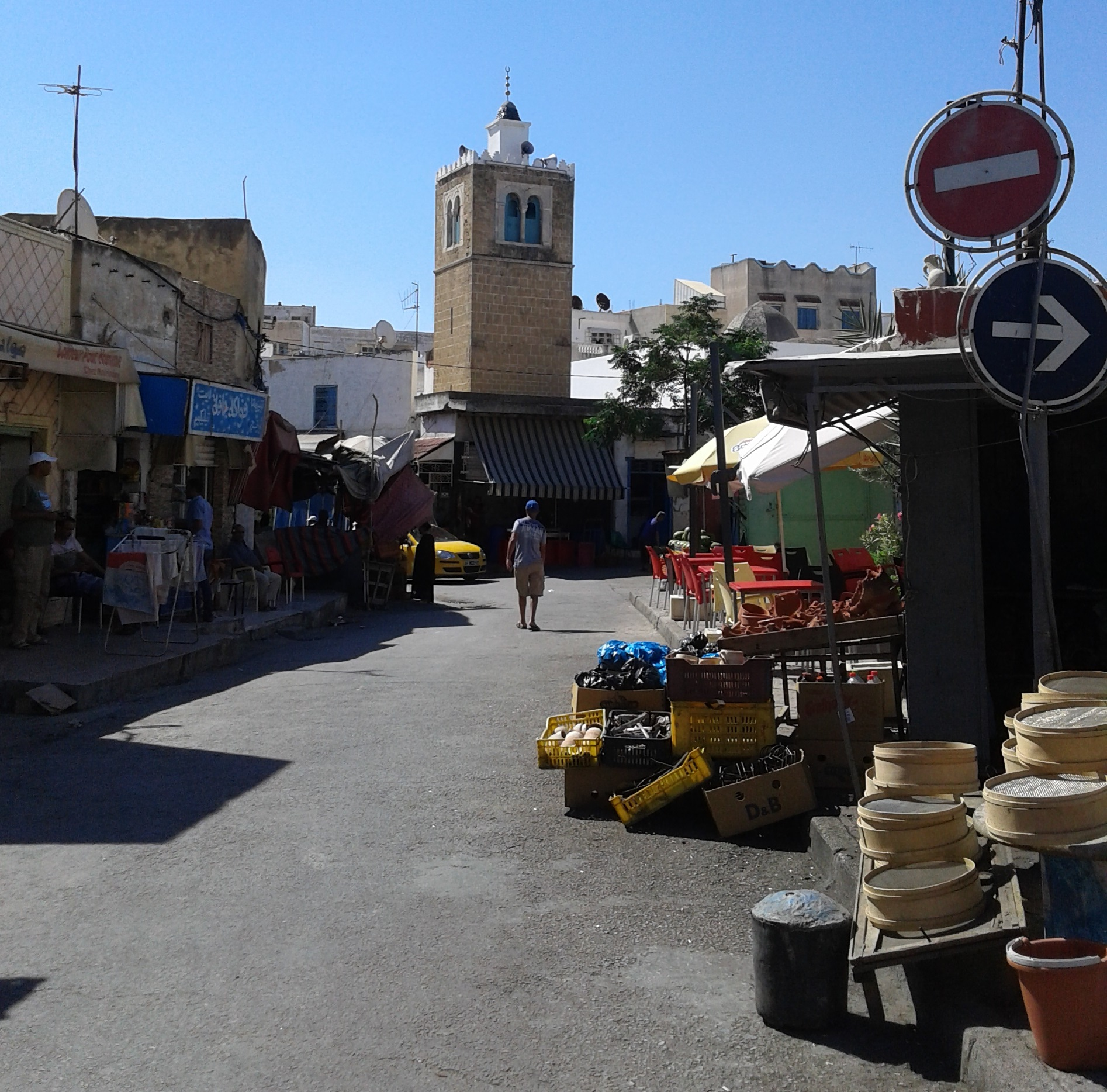
جامع الحلق

3. جامع الحلق بتونس.[87] وهو موجود حاليا في حي باب الجديد، ومن مآثر أمة زنجية شيدته بثمن بيع أسورة ذهيية، وذلك في مدة الأمير الثاني محمد المستنصر بالله.
4. جامع الزيتونة البراني أو جامع الزرارعية بتونس - وهو موجود حاليا خارج باب البحر بشارع المنجي سليم.[88] وقع تشييده مكان فندق كانت تباع الخمر فيه في مدة الأمير الرابع أبي اسحاق إبراهيم الأول سنة 681 هـ - 1282 م. وقد اغتصبه الاسبان عند احتلالهم للعاصمة وجعلوه مستودعا لذخيرتهم.
5. جامع التبانين أو جامع الانافتة بتونس - وهو لا يزال قائم بالتبانين من ربض باب السويقة، ومن مآثر الأمير التاسع عشر أبي عمرو عثمان.
6. مسجد الأخوات بسوسة - ويقع بجانب القصبة. ويمتاز بكون واجهته الداخلية محلاة بجهاز زخرفي منقوش على الحجارة.

وبداقع الدين أيضاء عني الأمراء بتحسين أو ترميم ما كان موجودا من الجوامع والمساجد التي يبلغ عددها بالعاصمة قرابة المائتين - من ذلك :
- تجديد أبواب جامع الزيتونة بأبواب من عود الساج.
- إجراء تحديثات كبيرة في جامع عقبة بمدينة القيروان، وتشييد مدخله الشرفي الضخم المعروف باسم باب ريحانة.
- زيادة مجنبات في الناحية الجوفية بالجامع الكبير بالمنستير.

وبنفس الدافع أيضا، اهتم الأمراء بما يتصل بالماء. فأحدثوا بالعاصمة صهريجا كبيرا في المصلى خارج باب المنارة، وسقايات ومصاصة (سبيل يمص فيها الإنسان الماء من صنبور) في سوق العطارين، وسقاية شرقي جامع الزيتونة وسبالة بأسفله. وأنشأوا عدة مصانع للماء في الطرق الموصلة للعاصمة.
وفى المدة الأخيرة من هذا العهد، ضعف نشاط النهضة الثقافية نتيجة لما تخللها من ثورات، وتتاحر وحوادث واضطرابات، بالرغم من حزم بعض العلماء وعملهم الإيجابي وتجديدهم. فأخذ المرابطون وأصحاب الطرق الصوفية يسيطرون على الدين يوما بعد يوم، فسجلت لهم كثير من المزايا الأخلاقية، بالرغم عن انتشار الاعتقادات المشطة أحيانا في بركة بعضهم. ومن أبرزهم :

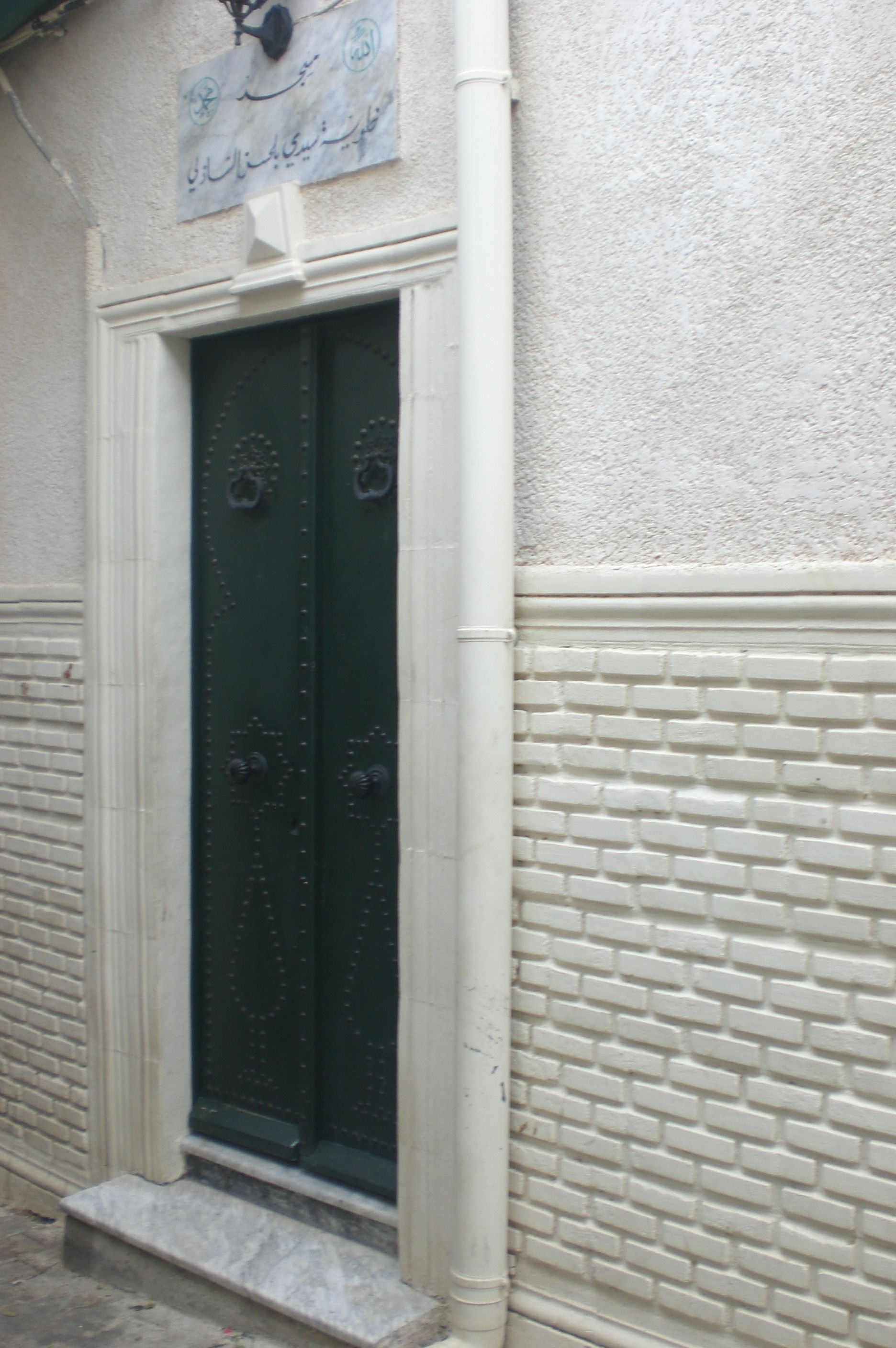
خلوة أبو الحسن الشاذلي

1. الشيخ نور الدين أبو الحسن الشاذلي - وأصله من بلاد الريف بالمغرب الأقصى حيث ولد ببلدة غمارة سنة 593 هـ - 1196 م. قام بفريضة الحج، ثم التحق بمدينة بغداد، وتلقى العلم عن شيوخها، والتصوف عن الشيخ جنيد؛ وبذلك صار عالما بفنون اللغة والدين، وعارفا بعلم التصوف، قوي الإيمان، فصيح اللسان، حسن البيان. ومن هنالك رجع إلى بلاده، والتحق بشيخ صوفي هو محمد عبد السلام بن مشيش؛ ولازمه مدة، وأخذ عنه. ثم التحتى بالبلاد التونسية، وأقام قرب العاصمة؛ بقرية شاذلة التي نسب اليها وصار يعرف بالشاذلي.[89] ثم انتقل إلى مدينة تونس، حيث تعرف بالشيخ الصوفي أبي سعيد الباجي، ولازمه وانتفع به كثيرا. ثم ذهب إلى مدينة زغوان ورابط بها، ورجع منها إلى العاصمة حيث رابط بالمغارة القائمة بجبل الزلاج. أثثاء مرابطته، تفرغ لتربية المريدين، فشاع أمره، وكون ممن التف حوله أتباعا ومريدين كثيرين، وظهرت كراماته. ثم التحق بمصر، وبقي على اتصال بمدينة تونس، ثم رجع إليها وقضى مدة بها. ثم سافر إلى مصر حيث استقر إلى أن توفي ودفن بها سنة 656 هـ - 1258 م.[90] وقد عرفت طريقته في التصوف بالطريقة الشاذليةومن أصولها : خوف الله والتمسك بالسنة؛ والتسليم لارادة الله واحتقار العالم. وبالغ في الدرس حتى فقد بصره بالمطالعة. وهو الذي جلب إلى البلاد التونسية (القهوة) من اليمن، ليتناولها مريدوة، فتمنع عنهم النوم. وبتمكنون من قضاء السهرات في العبادة والذكر. ولذلك عرفت القهوة لعهد غير بعيد بالشاذلية وكان العامة يقسمون بها. وشيخه ببغداد جنيد أبو القاسم الحزاز أو الزجاج، وهو زاهد بغدادي، حج إلى مكة ثلاثين مرة على الأقدام، وعرف بسيد الطائفة الجنيدية وطاوس العلماء. ومن أقواله : «التصوف هو صفاء المعاملة مع الله تعالى، وأصله الصرف عن الدنيا» و«الغفلة عن الله تعالى أشد من دخول النار». أما المقام الشاذلي الموجود حاليا على قمة جبل الزلاج بتونس. والمجاور للمغارة التي كان رابط بها الشيخ أبو الحسن الشاذلي، فقد شيده في عهد ما قبل الحماية الحسيني، الوزير مصطفى خزندار ترضية منه للرأي العام الذي كان إذذاك قوي الاعتقاد في الطريقة الشاذلية.مسجد أبو سعيد الباجي

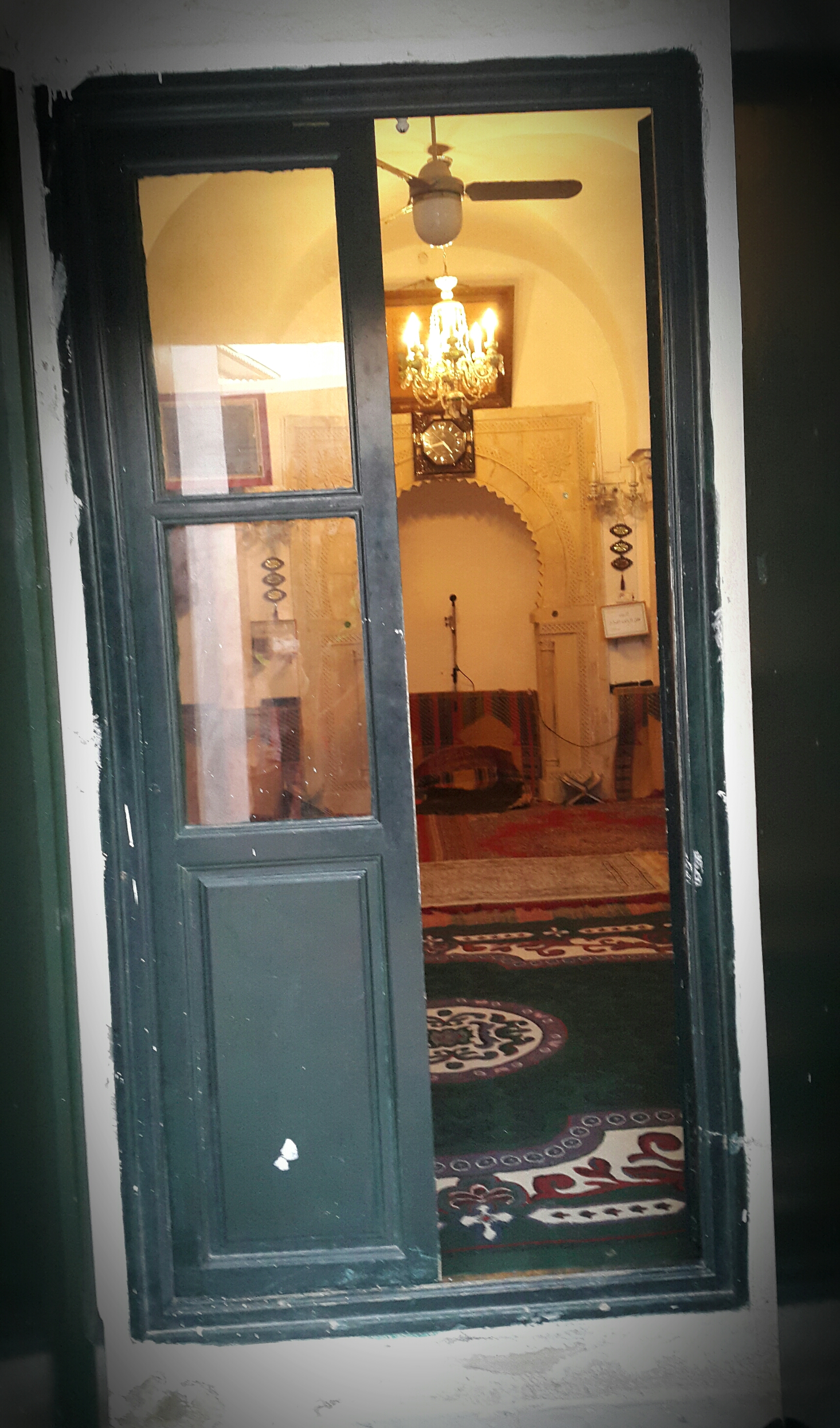
مسجد أبو سعيد الباجي

2. الشيخ أبو سعيد الباجي - ولد سنة 551 هـ - 1156 م، قرب منوبة من أحواز مدينة تونس، بقرية باجة القديمة التي ينتسب إليها.[91] التحق بمكة المكرمة حيث مكث ثلاث سنين تتلمذ أثناءها لعلمائها وقام بفريضة الحج. وانتقل في نهايتها إلى بلاد الشام ورجع إلى مدينة تونس. وقد اشتهر بين الناس بالتصوف، وعرف بالصلاح والتقوى والتفرغ للعبادة بصورة متواصلة. والتف حوله مريدون كثيرون وأتباع عديدون كان جميعهم يترددون معه على منارة قرطاجنة: ويعتكفون فيها. وتوفي سنة 628 هـ - 1230م، ودفن بجبل المنار: من الضواحى الشمالية للعاصمة: وشيد حول قبره مقامه الجميل الذي لا يزال قائما.[92]
3. الشيخ أحمد بن عروس الهواري - ولد حوالي سنة 778 هـ - 1376 م بقرية المزاتين بوادي الرمل من الوطن القبلي التونسي.[93] ارتحل صغيرا إلى مدينة تونس، وأقام بها مدة كان يترد أثناءها على مقام الشيخ محرز بن خلف. ثم انتقل إلى مدينة باجة؛ ومنها إلى ميلة، حيث تصدى لتعليم الصبيان. ثم سافر إلى المغرب الأقصى حيث أقام وتجول مدة رجع في نهايتها إلى مدينة نونس حيث لازم الصلاة بجامع الزيتونة. وشاع خبره، واشتهر بالتصوف. واعتبر من الصالحين الأخيار معتقدا ومهابا، وسمي سلطان المدينة، وكون أتباعا كثيرين. وطريقته متفرعة عن الشاذلية، وتعرف باسم العروسية. وتوفي سنة 868 هـ - 1463 م. أما زاويته المدفون بها، والتي لا تزال قائمة بالقرب من سوى العطارين، فقد شيدها له في حياته؛ وقبل ثلاثين سنة من وفاته؛ الأمير الحفصي الثامن عشر محمد المنتصر. وكان الناس يلتجئون اليها. وكان لها ولصاحبها مكانة عند الأمراء الحفصيين. ولازمها مدة أحدهم. وكانت إلى حد غير بعيد من المقامات التي يتبرك ملوك تونس بزيارتها ليلة السابع والعشرين من رمضان، وليلة المولد النبوي الشريف. وهي حاليا مقر لجمعية المحافظة على القرآن الكريم.ضريح قاسم الجليزي

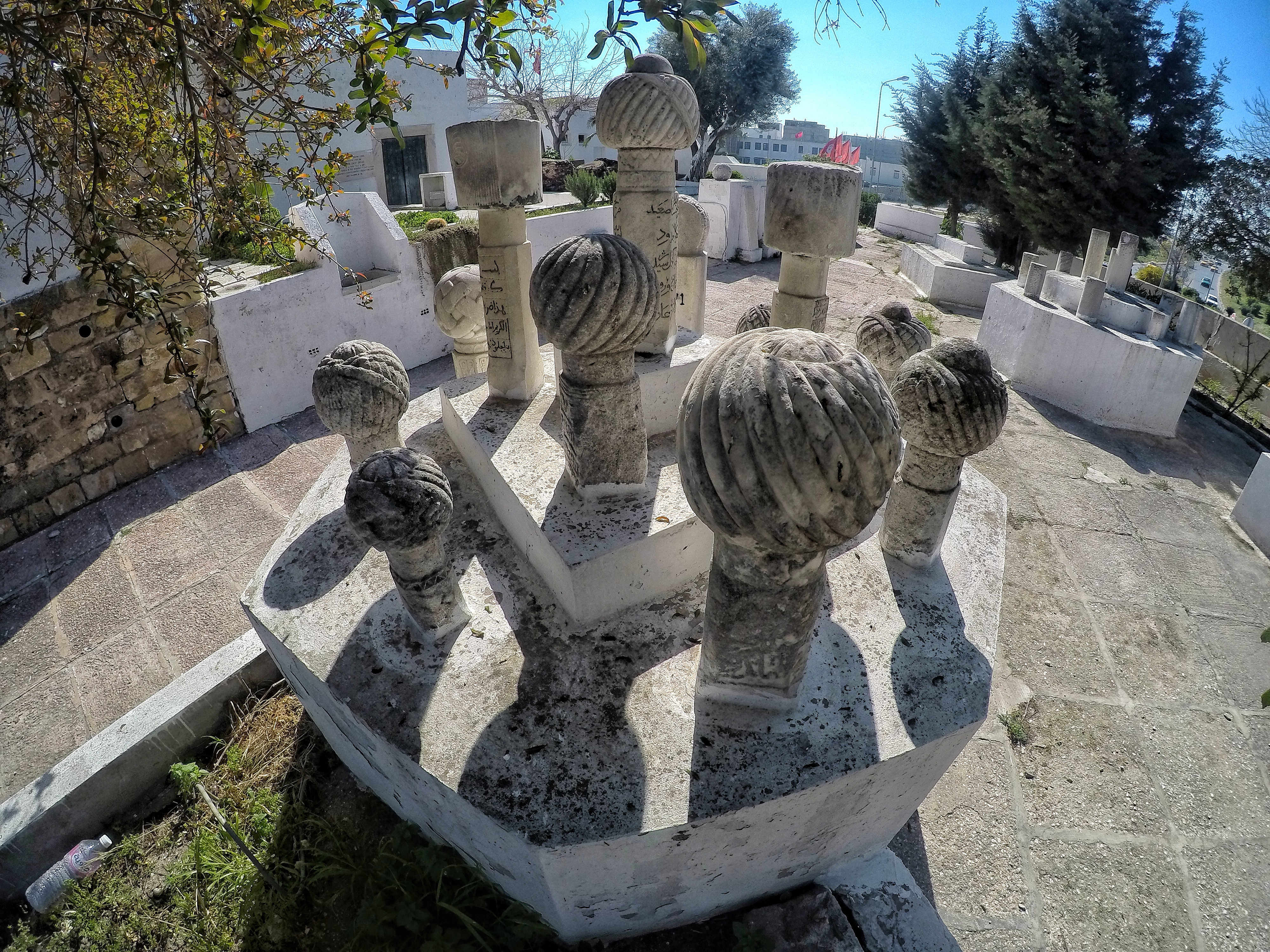
ضريح قاسم الجليزي

4. الشيخ قاسم الجليزي—وهو من مهاجري الأندلس. وكان يتعاطى صناعة الزليج البارز الزخرف. واشتهر بالملاح. وتوفي سنة 902 هـ - 1496 م ودفن بزاويتة التي ابتناها له بتونس.[94] ولا تزال قائمة داخل باب سيدي قاسم بساحة معقل الزعيم. ووصفت بأنها روضة من رياض الجنة، ثم خربت وتهدمت وضاعت ثم جددت. وهي تشتمل على قاعة مسقوفة بقبة عظيمة هرمية الشكل، من قرمد الفخار الأخضر. وتفتج على بناء تحيط به أروقة أربعة وراءها غرف وعلى مسجد متألف من ثلاث بلاطات عمقا، وثلاث مساكب عرضا، وبه محراب مؤلف من لوحات رخامية متوجة بأقواس مشرفة عليها نقوش وكتابات. أما جدران الزاوية. فهي مكسوة بقطع الزليج الملون المزخرف بالتساطير البارزة.[95] وفي هذه الزاوية يوجد قبر الأمير الثالث والعشرين أبي العباس أحمد الثاني.
5. الشيخ أبو عبد الله محمد بن عمران، الشهير باسم بو راوي الفحل أصله من بلدة القلعة الصغرى. تلقى التصوف عن والده الذي كان ممن أخذوا عن الشيخ أحمد بن عروس الهواري. كان تقيا عابدا، يلازم الخلوة والتهجد واشتهر بالصلاح. وقد قضى حياته بمدينة سوسة حيث توفي سنة 931 هـ. - 1524 م، وشيدت حول قبره زاوية ضخمة بقلب المدينة لا تزال موجودة.[96]
6. الشيخ احمد بن مخلوف الشابي، نسبة لقرية الشابة المجاورة لمدينة المهدية، والتي ولد بها سئة 803 هـ - 1400 م.[97] ارتحل إلى العاصمة. وقضى بها أعواما تلقى أثناءها دراسة متينة أصبح بفضلها مثقفا، وأخذ عن شيوخ التصوف ومن بينهم الشيخ أحمد بن عروش الهواري. ثم رجع إلى جهة المهدية والتحق بالشيخ الصوفي علي المحجوب[98] وأخذ عنه ولازمه إلى أن ظهرت له كرامات وتم له الفتح. فالتحق بمدينة القيروان حيث اشتهر خبره، وكثر أتباعه، وتكونت منهم حوله فرقة الشابية.[99] وانتخب إماما ومؤدبا، وتزوج فأنجب أولادا كثيرين أشهرهم : الشيخ محمد الأكبر - والشيخ عرفة - والشيخ أبو الطيب. ولما شاع أمر طريقته الصوفية التي كان يبثها واشتهرت بالطريقة الشابية لقي معارضة من طرف حاسديه. فانتصر عليهم أدبيا بفتوى استصدرها من قاضي القضاة الشيخ محمد الرصاع[100]، إذ كانت محبذة لعقيدة طريقته. وتوفي سنة 887 هـ - 1482 م، فخلفه على رأس الفرقة الشابية ابنه الشيخ محمد الأكبر وتوفي بعد ثلاثة أعوام سنة 890 هـ - 1485 م. فتولى أمرها الشيخ عرفة وسجل لها ازدهارا لم تعرفه من قبل. إذ جعل من مدينة القيروان مركزا دينيا وسياسيا نشيطا، ومدينة منشقة. وتمكن على رأس أتباعه من الانتصار على قوات الأمير الحفصي الثاني والعشرين الحسن بن محمد. فشجعه ذلك على البقاء على انشقاقه، وحاول أن يؤسس إمارة، إلا أن الظاروف كانت شديدة. إذ تزايد عدد المعارضين وأغلبهم من البدو ونفروه. توفي سنة 949 هـ - 1542 م. فخلفه الشيخ أبو الطيب وكانت البلاد يومئذ محمية إسبانية، وفي حالة فوضى وهيجان، وكان الأتراك الذين احتلوا الجزائر ينافسون الاسبان. في ذلك الجو الرهيب، أخذت الدعاية والمعارضة تتزايد ضد الطريقة الشابية. وبذلك سقط شيخها في نظر أهل القيروان، وفقد لديهم احترامه وهيبته واعتبارة، وما له من حق الولاء والطاعة. وأدى ذلك بهم إلى الاستنجاد بالقائد التركيدرغوث باشا الذي كان واليا بطرابلس، بعد أن انتزعها من الاسبان. فاستجاب لذلك، وقدم إلى إلى القيروان على رأس قوة عسكرية، وقتل الشيخ أبا الطيب، وفر الشابيون. فوقعت مطاردتهم، وتشتت شملهم.[101] وبعد أمد بعيد، تمكن بعضهم من الإقامة بمدينة قفصة حيث عرفوا بالاجرين، وتمكن الاخرون من الإقامة بالقرب من مدينة توزر حيث تكونت منهم قرية الشابية، وإليهم تنتسب عائلة الشابي.زاوية سيدي عامر

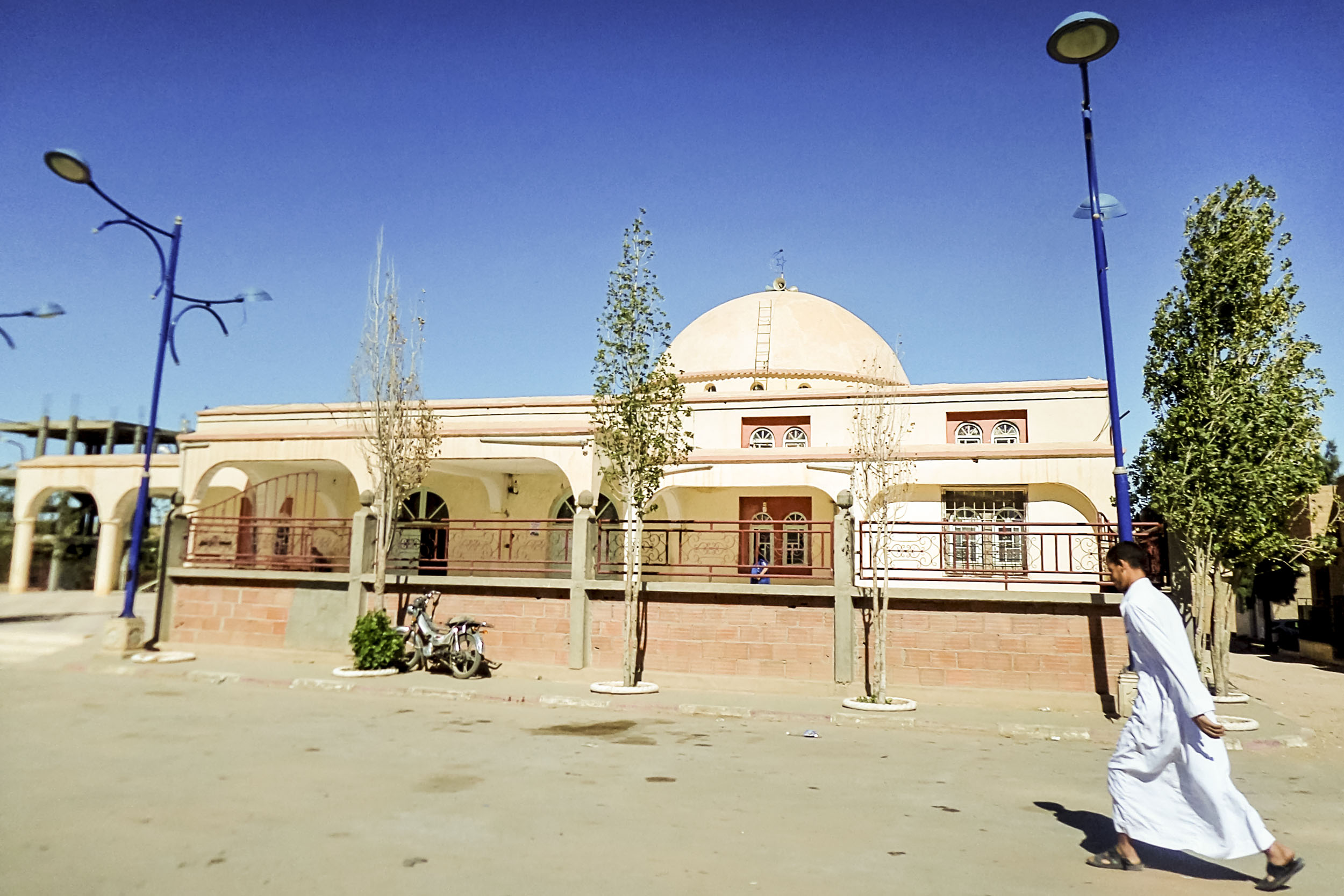
زاوية سيدي عامر

7. عامر بن سالم المزوغي - ولد حوالي سنة 920 هـ - 1514 م بقرية الساحلين الكائنة جنوبي مدينة سوسة على بعد عشرة أميال وذلك في فترة حكم الأمير الحفصي الحادي والعشرين أبي عبد الله محمد. يقال أن نسبه يعود إلى علي بن أبي طالب.[102] حيث ارتحل أحد أجداده الأولين من مكة الكرمة إلى المغرب الأقصى وتزوج هنالك، وكان من نسله ولد يدعى إبراهيم ولد ببلدة مزوغة فنسب اليها، وأصبح لفظ المزوغي لقبا له ولمن تناسلوا منه ومن بينهم سالم والد الشيخ عامر والذي أدى فريضة الحج وسنة العمرة، وبعد أن أقام مدة بأحدى ضواحي المدينة المنورة حيث توفيت والدته، وبعدها عاش بمصر حيث توفي والده، فرجع إلى المغرب الاقصى فاستقر بمدينة فاس مدة ليرتحل بعدها إلى البلاد التونسية. فأقام مدة بالعاصمة ثم التحق بمدينة القيروان، ومنها سافر إلى قرية الساحلين. وهثالك نزل عند الوالي الصالح الشيخ نصر الشارف[103] ولم يلبث أن تزوج من ابنته ريانة ثم توفي هنالك وهي حامل فولدت بعد وفاته ولدا[104] سمي عامر. فنشاً هذا الولد يتيما في كفالة خاله، وحفظ بزاوية جده القرآن الكريم، ثم انتقل إلى مدينة سوسة؛ واتصل بالعالم والمفتي الشيخ محمد الريغي، ولازمه طيلة ثلاثة أعوام تلقى أثناءها عنه ما أصبح بفضله مثقفا وفقيها. ثم ارتحل إلى العاصمة، وقصد أحد شيوخ التصوف الولي الصالح الشيخ أبا الغيث القشاش التونسي وتتلمذ عليه مدة عشر سنين شهد له في نهايتها بالفتح[105]، وأجاز له بث الطريقة الشاذلية. وإثر ذلك، استقل بالسكنى بمحل خاص. وأخذ يبث تلك الطريقة، فالتف حوله أتباع كثيرون، ومريدون عديدون، واشتهر بالزهد والتقوى والصلاح. وظهرت على يديه عدة كرامات. ثم فارق مدينة تونس، وتجول في معظم أنحاء البلاد وهو يبث تلك الطريقة، إلى أن استقر به المطاف بمكان قرب مقط رأسه يعرف باسم هنشير الوحيشي.[106] وهنالك ابتنى خلوة بمساعدة بعض الأتباع والمريدين، واتخذها مقرا له. فشاع خبرة، وأصبح الناس من مختلف الجهات يزورونه ويتبركون به. ويأخذون عنه ماعرف بالطريقة العامرية. وباعانتهم شيد حوشا وبيتا ومسجدا. وتزوج بالانسة أم دلال كريمة المرابط الشيخ أحمد بن محمد الرحاي. وتعددت كراماته، وازدادت شهرته، وصارت زيارات مريديه؛ من صفاقس والقيروان وجهة تالة، سنوية، وزيارات غيرهم أسبوعية - كل يوم خميس. وتلقى عنه طريقته بعض المسؤولين في الدولة الحفصية، وتولى أحدهم تشييد زاوية له وذلك سنة 970 هـ - 1562 م.. وكانت البلاد إذذاك محمية إسبانية، ومدينتا سوسة والمنستير محتلتين من طرف الاسبان الذين لقي السكان منهم جورا وظلما وقهرا. وقياما برد الفعل ضد الاسبان، كان الشيخ عامر يبث روح المقاومة الوطنية، وتمكن من قتل تسعة من الاسبان، وكون أفواجا من المقاومين. لم يمضى وقت طويل حتى ازدادت أعداد الاسبان، وسقطت الدولة الحفصية. وفي العهد العثماني شاع خبر نشاطه في ميدان المقاومة ضد الاسبان، وما بذله من المجهودات، وبلغ صداه مسامع حكام البلاد الجدد من الأتراك، فلقي حفاوة ممتازة لديهم، وجددوا له زاويتة فصارت تحفة رائعة. وكان في ذلك مجلبة للكثير من المتبركين بالشيخ ومحبيه ومريديه، فاستقروا حول الزاوية، ومنهم ومن أبنائهم ونسلهم ومن ولده نصر وأبنائه وأحفاده ونسلهم تكونت بلدة سيدي عامر حيث توفي الشيخ ودفن بزاويته سنة 1040 هـ - 1630 م. وقد ضمن الشيخ محمد مخلوف كتابه شجرة النور الزكية[107] ترجمة للشيخ جاء فيها : «أن الشيخ الصالج الشهير الذكر، وطاحب الكرامات عامر المزوغي ممن أخذوا عن الشيخ أبي الغيث القشاش، وأن له زاوية كبرى بالقرب من قرية الساحلين بالبلدة المعروفة باسم سيدي عامر.»

العلم الأصفر مع هلال أبيض، هو العلم الذي تم تجديده في القرن الخامس عشر[108]
علم أبيض مع هلال أزرق حسب جاكوبو روسو، 1550 (آخر فترة للسلطنة)[109]
علم أحمر مع هلال أبيض من القرن الرابع عشر، اُستخدم في بدايات الدولة الحفصية، ذكره مارينو سانودو (حوالي 1321)، أنجيلينو دولسيرتا (1339) والأطلس الكاتالوني (1385)[109]
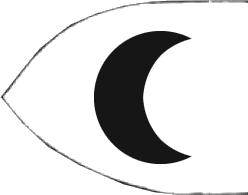
علم مدينة تونس في القرن الرابع عشر. أبيض مع هلال أسود
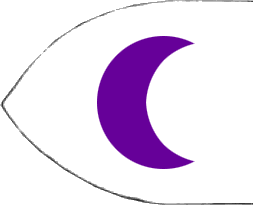
ذكرت هذه الراية باسم افريقيا في كتاب معرفة كل الممالك و ربما يقصد بها افريقية او مدينة المهدية.
علم مدينة قابس بحسب الأطلس الكتالوني، حوالي عام 1375م.[114]
استخدم الحفصيون رايات بيضاء خلال المسيرات لصلاة العيد او عند مواكب الاسواق و كانت مميزة عن بقية الرايات، حاملها يركب حصانا قرب السلطان. رفعت خلال الاستعراضات ايضا لحجب الرايات الملونة. [115][116]